# アークナイツ
『アークナイツ』（明日方舟、Arknights）は、中国のゲーム会社Hypergryph（ハイパーグリフ）が開発し、運営・配信されているスマートフォン向けゲームアプリ。日本版および、グローバル版はYostarが運営・配信を行っている。
Hypergryph（ハイパーグリフ）の中国での企業名は「上海鹰角网络科技有限公司」。
2019年5月1日、中国版がリリースされた。2020年1月16日、iOSおよびAndroid対応ゲームとしてグローバル版がリリースされた。
原題は『明日方舟』。ゲームジャンルはタワーディフェンス。

## 概要
様々な種族が混在する惑星「テラ」で起こっている鉱石病の問題を軸に、鉱石病感染者組織「レユニオン・ムーブメント（以下「レユニオン」）」と主人公の所属する「ロドス・アイランド製薬」（以下「ロドス」）の対立をメインに描いたタワーディフェンスゲーム。
プレイヤーは戦闘を指揮する「ドクター」となり、戦闘を行うオペレーター（戦闘員）を様々な地形に配置して、押し寄せるレユニオンの戦闘員を排除していき、物資調達やSoC捜索、殲滅作戦および基地での生産などで資金や建築資源の調達、オペレーターのレベルアップや人材発掘を行う。
他プレイヤーとのオンライン対戦は無く、協力プレイは作戦のサポートとしてオペレーターを1名選べるのみで、あとは基地業務中の「戦友」で他プレイヤーと協力し捜索した手がかりの情報共有を行う。
キャラクターデザインはHypergryph（ハイパーグリフ）のプロデューサーである海猫絡合物の他に多数のデザイナーが参加している。
TVCMや公式YouTubeチャンネルのアニメーションはアークナイツ制作とほぼ同時に発足した日本法人のYostar Picturesが手掛けている。
2019年に中国版（以下「大陸版」）でのβテストを経たのち、2020年1月8日に渋谷のシダックスカルチャーホールにてプレスカンファレンスが開催され、日本版アプリケーションが2020年1月16日と発表された。
このリリースに向けて行われた事前登録者数は20万人を突破したという。
Google Playを通じて配信されるAndroid版に関しては、2023年からGoogle Play Games（ベータ版）を通じてPC（Windows）向けにも配信されており、「Google Play ベスト オブ 2023」の「PC版Google Play Games部門」において部門賞を受賞している。それまでPCでプレイする場合、大陸版ではAndroidのエミュレーターであるmumuでのプレイを推奨していた。
公式YouTube(EN official)では各章、サイドストーリー含むイベントのPV、アニメPVを公開している他、3DPVや公式生放送、各キャラクターのテーマEPが配信されている。

## あらすじ
「源石」と呼ばれる特殊な鉱石が、人々に恩恵と疫病をもたらす世界。
先民（エーシェンツ）と総称される人類たちは、天災の脅威を避けるため、源石を動力として動く移動都市を中心に暮らしを営んでいた。源石に接し続けることで感染する「鉱石病」（オリパシー）は、死後に新たな感染源ともなるため人々から忌避されていた。
彼らを迫害と鉱石病から保護するため活動する主人公たち「ロドス」の前に、迫害を受け続けた感染者組織である「レユニオン」が新たな軍事勢力として産声を上げる。

## 主な登場人物・組織

### ロドス・アイランド製薬
通称は「ロドス」。主人公である「ドクター」が所属し、本ゲームでの中核的な組織である。ライン生命やBSWといった国からの支援を受けている企業とは違い、どこの国にも属さない企業である。本拠地は長方体の小規模移動要塞であることが序章のスライドショーや公式のPVから見て取れる。この船の名前は「ロドス・アイランド号」。基地機能で見られる階層では5層構造だが機能を限定して見せており、その他に食堂や居住区、小型商店街、訓練場、パフューマーが管理する「療養庭園」なども備えている。
鉱石病は不治の病だが、ロドスはどの勢力よりも鉱石病の研究が進んでいるため、様々な地域や種族から感染者が身を寄せている。ウルサス学生自治団以外の企業・団体は相互交流や派遣という形でロドスにオペレーターを駐留させており、戦闘にはほぼロドスに駐留しているメンバーが出撃している。逆に企業・団体にはロドスが人員を派遣している。
ロドス直属のオペレーターには、鉱石病感染者・非感染者、種族、国籍、民間人から軍人（元軍人、傭兵も含む）がいる。オペレーターは、様々な戦闘能力適性テストを合格することで採用される。この時、その人物がどんな組織・団体に所属しているのか、過去の経歴や、キャリアなどは不問である。そのため、一部オペレーターには履歴書が無い、あるいはその履歴書が改竄されていたり情報が秘匿されていたりする場合も。マドロック、イーサンなど元レユニオンがロドスに採用されたケースもある。万年人不足である。
鉱石病の感染者は戦闘・非戦闘を問わずオペレーターを務めながらの鉱石病治療も可能としている。戦闘オペレーターの発掘以外にも、鉱石病に感染し迫害によって行き場をなくした子供や未成年者の保護も行っており、年少オペレーターとして戦闘で疲弊して帰還したオペレーターの「心の癒やし」となってもらいつつ、一般的な教養を授け、食いっぱぐれぬよう、あるいは将来的にロドスに利益をもたらす未来の基幹要員とするために養育している。慈善団体ではないため治療費は無料ではなく、鉱石病の治療費をロドスで働き、払っている人もいる。
感染者治療を目的としているが公には薬を売らない。感染者薬市場には感染を治すと銘打ってただの鎮痛剤を販売するなど闇が深いためである。
ロドスの研究は例えば汚染区域の空気を採取・分析し、汚染からの防護や感染初期の進行遮断治療といった初期段階における研究している。他企業は初期段階で治療するよりも中後期まで進行させて薬を買って延命せざるを得ない状況に持ち込んだ方が遥かに儲かるので感染初期の進行遮断治療の研究などはほとんどしない。
総合すると、ロドスの実態は「感染者が関わる問題の解決」全般を担い、高い軍事力をも有する一大勢力であることにある。このことをアーミヤは「社会に対しての投薬」と語っている。
企業・団体への相互交流や派遣以外にも地方に支部を有しており、ロドス本艦への物資調達およびオペレーターの発掘も行っている。
ロドス・アイランド製薬は「バベル」という組織が前身となっている。詳しくは後述。
ドクター
声 - 甲斐田ゆき（テレビアニメ版）
本作のプレイヤーであり、主人公。ロドスの3トップの一人。アーミヤによってコールドスリープから目覚めたが全ての記憶を失っている。しかし、かろうじて戦闘を指揮する能力は残っている。以前は神経学者で天災や鉱石病の研究者で部隊指揮も行っていた。ロドスが発足する以前からアーミヤやケルシーらと行動を共にしていたと思われるが、ドクターに信頼をおいているアーミヤと比べケルシーは完全に信頼を置いているとは言い難い発言をする時がある。またオペレーターの中にはエイヤフィヤトラやサイレンスのようにドクターを「天災・鉱石病の研究に長けていた人物」として尊敬の念を抱いている者もいれば、記憶を無くす前に出会っていたエンカクやWが蟠りを持っていたり、その評価はオペレーターによって様々である。記憶喪失の前には意外な特技を持っていたという。現在の文明より前の旧人類の一人。源石計画の関係者であり、源石の開発者。
アーミヤ
声 - 黒沢ともよ
メインヒロイン。14歳。若くしてロドスの3トップの一人にして最高責任者でありながら、レユニオンの暴動鎮圧に自ら参加する。レム・ビリトン出身のコータス族だがキメラでもある。彼女のプロファイルには謎が多く、大半の資料が非公開となっている。十指にアーツ制御装置である指輪を嵌めており、特殊な黒いアーツを発動することができるが、その指輪の色が自身の体調や精神状態と関係があるようである。
ケルシー
声 - 日笠陽子
ロドス3トップの一人。医療部門のリーダーとして、アーミヤをはじめオペレーターの健康管理を行う傍ら、第2章冒頭ではドクターやアーミヤと共に龍門近衛局との交渉の場に帯同するなど渉外活動も行っている。ロドスのために助力を惜しまないが、第6章では私兵部隊である「S.W.E.E.P.」のレッドを率いて別動隊として行動している。自身も脊椎より「Mon3tr」を召喚し戦う。パトリオットことボジョカスティ曰く300年前から姿が変わっていないらしい。
クロージャ
声 - ???
ロドスの艦内エンジニア兼購買部の運営担当。エンジニア部門のトップ。本名は「エイダ・クロージャ・チャーチ」。バベル時代からの古参。ロドスの設立に関わっているとされ、ケルシー曰く「彼女が居ないとロドス（艦）は巡航さえままならない」という。元々引きこもりで様々な施設のハッキングなどをしていたがテレジアによりバベルにスカウトされた。ブラッドブルード系サルカズ族。レイジアン工業製の汎用ロボットをロドス専用オペレーターとしてカスタマイズしているのも彼女だが、Lancet-2は事あるごとに「可愛いクロージャお姉様」「マスタークロージャ」と発言に付け加えていたり、Castle-3は忠誠心が高い発言と高性能をアピールするなど戦闘以外の改良に多少難がある。隣に飛んでいるドローンの名前は「Lamda」。10章からは自身も作戦に参加している。自称「★42オペレーター」であり「ロドス安心のエンジニア」であり「ロドス・アイランドスーパーバイザー兼超優秀システムエンジニア」であり「カズデルボーイズトップ100」であり「オープンソフトウェア提唱者」。
Ace
声 - 松山鷹志（テレビアニメ版）
ロドスのエリートオペレーター。ドクター救出作戦に参加する。ドクター救出後は、アーミヤたちを逃すためにタルラと対峙し、死亡した。ブレイズをエリートオペレーターに推薦したのは彼。
Scout声 - 千葉進歩（テレビアニメ版）
ロドスのエリートオペレーター。バベルの時代から所属する古参オペレーター。ドクター救出作戦に参加。レユニオン幹部Wと対峙し自身の命と引き換えにドクターたちを見逃す契約を結んだ。W曰く「バベル」の中でも指折りの強さだったらしい。
Stormeye
声 - 川原元幸
ロドスのエリートオペレーター。知覚系アーツと熟練の戦闘技術を持つ。外勤小隊の指揮を務めており、主に強襲作戦や支援を担当している。
Sharp
声 - 楠大典
ロドスのエリートオペレーター。単独作戦能力に優れている。外勤小隊では、指揮と共に人材育成や高難度任務を担当している。
Touch
声 - 柚木涼香
ロドスのエリートオペレーター。植物学、医学の専門家で、極めて珍しいアーツを持つ。外勤小隊では、指揮や鉱石病援助、医療調査任務を担当している。
Pith
声 - 矢口アサミ
ロドスのエリートオペレーター。アーツの誘導、解析、制御に長けている。外勤小隊では、指揮に加え、防御突破任務や人材育成を担当している。
Outcast
ロドスのエリートオペレーター。種族はサンクタ。かつては有名なガンマンであり、リボルバーの扱いに長けている。サイラッハやリードに多大なる影響を与えた。9章でダブリン亡霊部隊の幹部6人を相手取り、6人を巻き込んで死亡した。ロスモンティスをよく気にかけていた。
Logos
声 - 福山潤
ロドスのエリートオペレーター。種族はサルカズのバンシー。若者でありながら古風な言葉遣いをする。呪文を印すという珍しいアーツを持つ。11章では、敵にこのアーツを使用して対抗した。過去にマドロックを助けたことがあり、彼女のロドスへの加入理由のひとつとなっている。スツール滑走大会で優勝をしている。
Misery
ロドスのエリートオペレーター。種族は「サルカズ」。Outcastとは仲が良かった。空間を操るアーツを使う。アーツを使うには相当なリスクを伴うそうだ。10章では、敵にこのアーツを使い混乱を起こした。
Mechanist
ロドスのエリートオペレーター。ブレイズのエリートオペレーター就任を問う会議に参加していた。名の通りメカニックとしてブレイズのチェーンソーの設計やブレミシャインの鎧の改良にも関わっていた。戦闘においても十体以上のライン生命製パワードスーツに囲まれてなお蹴散らすなど、エリートオペレーターの名を冠するに相応しい多芸な人物。Logosとはパートナーである。
Raidian
ロドスのエリートオペレーター。7章のチェルノボーグでの作戦にて通信小隊の隊長として作戦に参加。ロスモンティスのアーツの支援などを行っていた。アーミヤやロスモンティスから好かれている。彼女はケルシー曰く無性の母性に溢れており、子供たちから人気である一方、多感な世代からは少々敬遠されることも。
ブレイズ（Blaze）
声 - 中原麻衣
ロドスの強襲専門のエリートオペレーター。武器はチェーンソー。熱量操作のアーツを使う。アーミヤの直接指揮下の作戦に従事している。とても明るい性格で、アーミヤのことを「ウサギちゃん」と可愛がっている。Aceの推薦によりエリートオペレーターとなった。ストーリー第6章では準主人公的な役回りで登場する。
ロスモンティス（Rosmontis）
声 - 小倉唯
14歳。身長は142cm。出身はクルビア。誕生日は7月6日。ロドスの殲滅戦専門のエリートオペレーター。ロドスの切り札と言われるほどの高い戦闘能力を持つ。ロドスが彼女を出撃させるということは被害を考慮しないということである。過去に何らかの実験の実験体になっていた。その影響で記憶障害があり、記録デバイスに多くのことを記して思い出せるようにしている。現在は「ロスモンティス」。同じエリートオペレーターであるブレイズやAce、Scoutとは仲が良い。他のエリートオペレーターからもよく可愛がってもらっている。
チューリップ
声 - 飯田友子
ロドスのイベリア部門事務責任者である。イベリアで個人で現地の感染者救助と治療関連の活動を行っている。ロドス成立前からケルシーと関係を持っている数少ない人物である。
アスカロン
声 - 長沢美樹
ロドスのケルシー直属の特殊部隊「S.W.E.E.P.」を統括する。種族は「サルカズ」。ロドスの前身、バベルの時代から所属する古参オペレーター。
レッド
声 - 小清水亜美
ケルシーが指揮するロドスの特殊部隊「S.W.E.E.P.」に所属する暗殺専門のオペレーターで「ウルフハンター」と呼ばれている。ケルシーの命令に従い潜入や脅威の排除を行っている。ループス族だが、なぜか同族から恐れられている。狼主「オバアサン」の「牙」。
マンティコア
声 - 諏訪彩花
ケルシーが指揮するロドスの特殊部隊「S.W.E.E.P.」に所属するオペレーター。マンティコアの経歴はほとんど失われているが、着任以前から指定対象の排除に従事していたことから前職は殺し屋だったと予想される。潜伏や侵入を用いて、敵陣営への奇襲などの作戦で高い戦闘能力を発揮している。
ドーベルマン
声 - 種﨑敦美
ボリバルの元軍人でロドスでの新任オペレーター・一般オペレータの教育を行う教官。行動隊・行動予備隊の統括責任者でもある。ドクター救出作戦にも参加。
フロストリーフ
声 - 加隈亜衣
ロドスの前衛オペレーター。元少女兵で傭兵をやっていた少女。凍結系のアーツを使いこなす。ストーリー第4章ではチェルノボーグを偵察中、同じ凍結系のアーツを持つレユニオンの幹部「フロストノヴァ」と対峙する。
グレースロート
声 - 福圓美里
ロドスの狙撃オペレーター。ストーリー第6章ではブレイズと同様に準主人公的な役回りを担う。過去にAceから訓練を受けている。非感染者であり、過去の経緯が原因で鉱石病や感染者に嫌悪を示していたことから、一部の感染者オペレーターから冷たい視線を向けられていたが、龍門でのレユニオンとの戦いを通して感染者への見解を少しずつ改めるようになる。
イーサン
声 - 吉野裕行
地下感染者組織を渡り歩き、最終的にレユニオンから脱退しロドスにやってきたオペレーター。レユニオン脱退の理由は「メシがまずかった」から。そのため、食に対しての執着心が高く、持ち前のステルス技能を活かして常習的に他人のお菓子や食堂にある食材のつまみ食いをしている。
マドロック
声 - 内田真礼
マドロック小隊のリーダーで、元レユニオン幹部のサルカズの傭兵。チェルノボーグ事変の前に既に脱退していた。いつも装備をつけていたので素顔が女性だとはマドロック小隊の中でも古参以外は知らなかった。泥と岩を操るアーツを使う。使う武器は「槌」。泥や岩で作られた人形を友人と呼んでいる。リターニアで感染者の傭兵ということで何度も襲撃され、窮地に陥っていたところをエリートオペレーターのLogosに助けられ仲間と共にロドスに合流した。戦闘時に着ているアーマーはアーツによってパワードスーツとして使っている。戦闘の最中には必ずアーマーを着るときめている。クロージャからフル装備で艦内を動き回るなと注意されている。

### レユニオン・ムーブメント
通称は「レユニオン」。ウルサス帝国で迫害されていた鉱石病感染者によって興された組織。結成された当初は統率が取れておらず小規模な暴動を起こす程度でしかなかったが、タルラを筆頭に強力なアーツ特性を持つ指導者たちの出現や元軍人を中心とする反政府軍、サルカズ傭兵組織の参入により、天災も味方する形とはいえチェルノボーグを陥落させ、龍門に侵攻するまでに勢力を拡大した。「感染者は自らの立場に誇りを持ち、積極的に力をつけ、そしてそれを行使すべきだ」という理念を掲げ、数々の都市で暴動を起こす。
とはいえ、組織の現状は暴力による感染者の権利獲得を優先するために末端の感染者が捨て駒のように利用されており、その待遇の悪さに一部末端感染者が不信感を抱き離反する者もおり、幹部級のメンバーの行動方針の食い違いなどもあり、一枚岩の組織ではない様子がストーリーで語られている。
ロドスに対しては、同じ感染者のいる組織でありながらレユニオンと戦闘行為を行っていることを「敵対」とみなし、刃を向けている。
タルラ
声 - 坂本真綾（テレビアニメ版）
本名は「タルラ・アルトリウス」。種族は「ドラコ」。父はヴィクトリア王家の「エドワード・アルトリウス」。幼少期にコシチェイによってウルサスへ連れ去られ育てられた。レユニオンの指導者。彼女が指導者に就いたことにより、レユニオンは過激な組織へと変貌した。アーツは辺り一面を融解させるほど強力。周囲からは「暴君」と呼ばれ恐れられている。かつては感染者のために奮闘し、世間知らずながらも真っ直ぐな姿勢を貫いていた。
クラウンスレイヤー
声 - 千本木彩花（テレビアニメ版）
本名は「リュドミラ」。種族はレプロバ。ロドスが初めて遭遇したレユニオンの幹部でタルラの右腕と言える存在。アーツは感染後に発現した感染器官から生成される霧を口から発生させるもの。これにより隠密、潜伏を得意とし、近距離戦、暗殺、後方撹乱を行う。クラウンスレイヤーの父親は研究者でケルシーと共にチェルノボーグの研究施設に勤めていたが貴族間の対立に巻き込まれ逮捕・処刑されており、ケルシーを仇として付け狙っていた。
メフィスト
声 - 天崎滉平（テレビアニメ版）
本名は「イーノ」。種族はリーベリ。レユニオンの医療術師であり幹部。ファウストと行動を共にする。幼少期は優しい少年であったが家族から受けた虐待と鉱石病への感染で精神を病み、現在の残忍な性格へ変貌。レユニオンによる暴動をゲームとして楽しんでいる。アーツは源石を介して感染者を洗脳し、再生能力を与え使役するもの。部下でさえもアーツによって家畜のように扱うことからレユニオン内での人望はゼロに等しい。
ファウスト
声 - 堀江瞬（テレビアニメ版）
本名は「サーシャ」。種族はサヴラ。レユニオンの狙撃歩兵であり幹部。メフィストと行動を共にする。常に冷静沈着。アーツによりステルス化が可能。狙撃の名手で、クロスボウから放たれる矢は凄まじい威力を誇る。メフィストとは幼馴染であり、感染した彼のため自らも感染者となった。メフィストを逃すために囮となり死亡した。
スカルシュレッダー
声 - 松田利冴（テレビアニメ版）
本名は「アレックス」。種族はウルサス。レユニオンの突撃部隊幹部。ガスマスクにフードといった風貌で、グレネードランチャーとブレードを用いて戦う。過去に起きた出来事により、他の幹部よりも人一倍非感染者に対する憎しみが強い。捨て身でドクターを襲撃するもアーミヤが咄嗟に放ったアーツにより阻止され死亡。しかし、後に復活し再度対峙することになるが、その正体はかつてアーミヤたちと友好を深めたアレックスの姉「ミーシャ」であった。アーミヤが戸惑い攻撃を躊躇う最中、チェンによって殺害された。彼らとの戦闘はアーミヤにとって大きな傷を残すことになった。
フロストノヴァ
声 - 高垣彩陽（テレビアニメ版）
本名は「エレーナ」。種族はコータス。レユニオンの術師幹部でスノーデビル小隊のリーダー。重度の感染者で強力な凍結系のアーツを操る。平時は小隊員に自身のアーツを分譲することで部隊戦力の強化と自身の負荷軽減をしているが、それでも感染の影響で皮膚に触れると凍傷になるほど冷たい。悪戯好き。好きな食べ物はスパイスとアルコール、少しの砂糖を混ぜたキャンディ。
パトリオット
声 - 銀河万丈（テレビアニメ版）
本名は「ボジョカスティ」。種族はサルカズのウェンディゴ。源石融合率は作中最大の60%。そのため喉にも影響し、喋りにくくなっている。一般的には重症になる攻撃でも傷を負ったところはすぐに源石が増殖し埋めてしまう。ウルサスの元軍人で虐げられる感染者を守るため戦っていたが、その中で出会ったタルラの理想へ共感しレユニオンへ加入した。盾兵で構成される精鋭部隊「遊撃隊」を束ねる。個人戦力に於いてテラ大陸最強とも言われている実力を誇り、指揮官としても優秀であり、過去にはヴィクトリアの蒸気騎士、カジミエーシュの銀槍のペガサス、ラテラーノの教皇銃騎士、ウルサスの皇帝の利刃などテラの大国が擁する最強戦力を倒している。
ナイン
声 - 庄司宇芽香（テレビアニメ版）
新生レユニオンのリーダー。植物系アーツを使う。元龍門近衛局の隊長。任務中に源石爆弾を使われた際、チェンを庇い破片を被弾して感染者となった。しかし、これでチェンも感染している。感染者となったため龍門近衛局を追放され、その後は龍門のスラムに身を寄せていたが、レユニオンの龍門襲撃に乗じてスラムを離れレユニオンに身を寄せた。8章の最後に幹部を悉く失いバラバラになったレユニオンをまとめるためリーダーとなった。9章ではロドス艦を襲撃し、タルラ奪還作戦の指揮をとった。
Guard
声 - 小林千晃（テレビアニメ版）
ロドスの元前線オペレーター。新生レユニオンの幹部。ドクター救出作戦にAce隊の隊員として参加。タルラの足止めをしている際、Aceの腕一本と引き換えに助けられた。その後、紆余曲折ありレユニオンに参加している。9章のタルラ奪還作戦の際、見届ける責任があると参加している。13章にて工場の爆発事故に巻き込まれ、薬の原料となる花を持ち出そうとした感染者を庇い火災の犠牲となった。彼が死の間際に残した音声記録は新生レユニオンの掲げるべき指針を示すことになる。

### バベル
ロドスが発足する少し前のストーリーを描いた期間イベント「闇夜に生きる」で、公式にロドスの前身であることが判明した組織。アーミヤの故郷であるレム・ビリトンの地下で発見された設計図を基に建設された移動要塞「ロドス・アイランド」を所持し、内戦状態のカズデルに介入してきた。カズデルに到着した時点では記憶を無くす前のドクター、ケルシー、クロージャ、アーミヤ、Scout、サルカズ王族の一人テレジアなどがバベルの構成員として乗艦していた。テレジアの死後内戦は一時収束し、組織の動向は不明となっている。マークはロドスに似ているが、中心の建物は文字通り「バベルの塔」に酷似している。
W
声 - 竹達彩奈
年齢・出自不明。幼い頃から戦闘に明け暮れ、内戦の最中死亡した傭兵「W（先代）」が所持していた剣と銃を手に取ったことから「W」のコードネームを引き継いだサルカズの女性。「巨大な荷物（ロドス艦）」の護送の任務に就いた際、艦で出会ったテレジアに心酔し、隠れて撮影した写真を大切に所持している。W曰く当時のドクターは冷徹で、戦闘要員をただの駒としか見ていなかったという。テレジアの死が暗殺作戦だったことを知り、暗殺に加担した者を全て抹殺、以降は傭兵として活動する。メインストーリーではレユニオン幹部の一人として登場するが、傭兵として雇われていたに過ぎず、1章でロドスと対峙した後にレユニオンを離れ、7章ではレユニオンのリーダーであるタルラと敵対。レユニオン暴動後にはロドスに所属している。ケルシーとはとても仲が悪いようだが、11章で負傷したケルシーを自分のセーフハウスまで連れてきて看病するなど世話焼きな一面も。後に名を改め「ウィシャデル」と名乗る。
イネス
声 - 恒松あゆみ
サルカズの傭兵で、ヘドリーやWとは昔からの仲。影から人の心理を見抜くアーツを持つ。その能力を使いチェルノボーグで見てはならないものをアーツで見てしまい、それをWに伝えようと帰還する最中、でレユニオンに殺害された。と思われていたが10章にて生存していることが明かされ、12章にてW、ヘドリーの両名と合流を果たす。上記の通り種族はサルカズとなっているが、実際にはサルカズになるために角を削ったキャプリニーである。
ヘドリー
声 - 細谷佳正
同じくサルカズの傭兵で、イネスやWの上官にあたる。ストイックな気質を持ち、読書やトレーニングを好む。チェルノボーグでの部隊の不手際によりヴィクトリアに召集を受ける。その後の10章では、片目を失った姿でカズデルの将軍マンフレッドの配下として再登場する。12章ではイネス、Wと合流し、13章から本格的にカズデルへ反旗を翻す。

### 龍門
読み方は「ろんめん」。現実世界でいう「中華系」を彷彿とさせる、「炎国」の西方を拠点とする巨大移動都市。ロドスが龍門の通貨である「龍門幣」を使用するなどロドスとの商業的な影響力の強さも図り知れる。「龍門近衛局」は龍門の警備を行う警察組織で、トップは龍門の権力者であるウェイ総督が務める。主な業務内容として、龍門内で行われる違法行為、暴力犯罪、組織犯罪、武装逃走犯や国際犯罪の取り締まり、そして日に日に増していく鉱石病感染者に対する保護や取り締まりなどを行う。近衛局の他にも様々な龍門出身者がロドスに駐留している。
チェン
声 - 石上静香
龍門近衛局の特別督察隊隊長。本名は「チェン・フェイゼ」。「赤霄」と呼ばれる剣を用いて戦う。ヴィクトリア王立前衛学校卒業。バグパイプとは同級生。一見冷たく職務に忠実な堅物のようだが、その実、感染者の不当な扱いに憤りを抱いている。過去の作戦の最中に感染者となったが、ウェイの権限により秘匿されていた。後に自ら感染していることを明かし、近衛局から離反する。同じ龍族であり、レユニオンのリーダー「タルラ」とは何らかの因縁がある。メインストーリー第5章では彼女の視点でストーリーが語られる。10章からはバグパイプとにヴィクトリアを訪れている。
ホシグマ
声 - 安野希世乃
龍門近衛局特別督察隊のエリートでチェンの部下であり右腕。実際はほとんど同僚。面倒見が良く、職務から離れると砕けた口調になる。極東出身で、かなり大柄。犯罪歴があるが、優れた能力評価によりチェンが近衛局へ迎え入れた。巨大な盾「般若」を使う。
スワイヤー
声 - 徳井青空
龍門近衛局の上級警司。本名は「ベアトリクス・スワイヤー」。大企業を経営する一家の令嬢で、部下から厚く信頼されているがチェンとは行動方針の違いもあり、第5章で何かと揉み合っている。自称「龍門近衛局特別督察隊次期局長」。
ショウ
声 - 広橋涼
龍門消防局に所属している消防員。その役割を活かし、ロドスでは消防や防災に関する知識を広めている。見た目は小柄な男性のようだが女性で、放水による敵の「押し出し」を得意とする。行動は冷静沈着だが非常に緊張癖で、内向的かつ話すのが苦手な上、口を開けば怒涛の勢いで一気に話してしまうことがプロファイルに記載されており、ボイスもとても早口で喋っている。
ウェイ・イェンウー
声 - 山寺宏一（テレビアニメ版）
龍門のトップである政治家。切れ者で礼儀をわきまえており、政治家としての評価は非常に高い。しかし、目的のためなら手段を選ばない。身体能力も優れており、チェンに剣術を教えたのは彼である。

### ブラックスチール・ワールドワイド
通称は「BSW」。クルビアに本社を置く民間警備企業である。前身はクルビアの傭兵団。国同士の戦争で利益を得る多くの傭兵団とは異なり、BSWの初期メンバーの大半はクルビア独立戦争の時に退役した老兵だった。当初はクルビア連邦を頼り、主に政府や企業との契約を受けていたが、とある事件を経た後、ようやくBSWは元の体系から脱却し、積極的に国際業務を発展させ始めた。ロドスとはまだ彼らが世に知られていない時から契約を結び、現在でも派遣研修として訓練生を送り込むなどの相互交流が行われている。BSWは社員の融通が利かず、また社内規則も厳しいようで、自由な雰囲気のロドスに慣れたオペレーターが帰還を渋る発言が見られる。
フランカ
声 - 加隈亜衣
BSW所属の戦闘オペレーター。飄々とした性格で、いつもリスカムを困らせている。源石で作られたレイピアを愛用している。このレイピアはアーツと合わさり、金属をも溶かすほどの威力を持つ。作戦中に感染しロドスに治療を受けにきている。ロドスに来てすぐの時、リスカムとトラブルを起こし部屋を壊したため給料から天引きされている。元は上流階級の令嬢であり、剣術は母から習ったものである。
リスカム
声 - 石川由依
BSW所属の戦闘オペレーターでフランカのパートナー。真面目な性格で、いつも飄々なフランカのストッパー役も担う。ライオットシールドに雷撃系アーツを組み合わせた戦法を使いこなす。ただし、アーツを使用すると自身も痺れて行動不能になるため、多用はできない。なお、行動不能中はフランカの悪戯の餌食とされる模様。
ジェシカ
声 - 広橋涼
BSW所属の戦闘オペレーター。相互交流の一環としてロドスに研修に来ている。レイジアン工業の社長令嬢だが、自らBSWへ入社した。自分に自信が持てない性格だが、戦闘能力は優秀である。彼女が愛用している拳銃は彼女自ら購入したもの。4章でフロストリーフ、メテオリーテとともにフロストノヴァと出くわす。現在ではBSWに籍はおいているが上層部との意見の食い違いで反発しことにより懲戒解雇を受けて人生を開拓地で再スタートさせた。
現在の装備はBSW製の1094号ガス拳銃、自身でカスタムした小型機関銃、対装甲にレイジアン工業製の大型対重装甲砲、高い機動性があり弾薬などを収納可能な戦術防盾を装備している。
アーモンド
声- 芹澤優
BSW所属の工学専門家。最新交流プロジェクトによってロドスへ志願した。工学専門家の中では珍しくおしゃべりで、コミュケーションか得意。特にお金のことになるとさらにおしゃべりになるが、これは「お金があっても全てのプロジェクトを達成できるとは限らないけど、お金がなければどんなプロジェクトもできない」という人生の格言を持っているから。
バニラ
声 - 杉浦しおり
BSW所属の研修生。BSWの研修中に異例の抜擢でロドスに留学生として駐留することになった。人里離れた部族の出身のため近代的な生活に慣れず、BSW所属の際に「常識」というカリキュラムを別に受けていた。自室にはオリジムシやハガネガニといった感染生物をペットとして育ている。

### ペンギン急便
ペンギン急便は謎に包まれた物流企業。トップはクルビアでミュージシャンとしても活躍しているペンギン"エンペラー"が務めている。龍門を拠点とし、情報伝達や人員および物資輸送・配達などが主な業務となる。バイソンの父が経営するフェンツ運輸とは密接な協力関係にあるほか、ロドスに対しても物資の配達や戦闘支援に関わっている。イベント「喧騒の掟」は、ペンギン急便を中心にしたストーリー展開となっている。ロドスに駐留するオペレーターはロドス・ペンギン急便間の契約に基づき、駐在連絡員として協力している。
テキサス
声 - 田所あずさ
クルビア出身の無口なトランスポーター。無口なのは無愛想なのではなく単に何も考えていないだけである。「源石剣」という武器を使い戦う。「源石剣」はその場に質量のある斬撃を残す。ロドスに所属している同族のラップランドとは過去に何かあった模様で因縁がある。喫煙家だが、普段はチョコ菓子を代わりに咥えている。その正体は栄華を極めたテキサスファミリーのドン「サルバァトーレ・テキサス」の孫娘で、テキサスファミリー最後の生き残り。
エクシア
声 - 石見舞菜香
ラテラーノ出身の輸送警備担当。好物は酒と音楽とパーティ。サンクタ族でこの種族しか扱えない守護銃で敵を蹂躙する。モスティマを追いかけてペンギン急便に所属した。サンクタらしく楽天的で、学生時代は爆発を度々起こすなどトラブルメーカーでもあった。アップルパイが好物であり、自身の得意料理でもある。
ソラ
声 - 鈴木みのり
MSR所属の現役アイドルだが、職業上の立場を最大限利用して、テキサスを追いかけてペンギン急便に身を寄せている。種族は事務所により非公開。漢字の表記名は「空」。
クロワッサン
声 - 久保ユリカ
ミノス出身のトランスポーター。関西弁を喋る。買い物好きだがいつも金欠しがちなことも。それ故に、金銭への執着心は高くないが、バザーなどではよく店を出して金儲けを画策している。型破りなメンバーが多いペンギン急便の中では比較的常識人。
モスティマ
声 - 水樹奈々
ペンギン急便のトランスポーターだが、イベント「喧騒の掟」のストーリーでエクシアたちと合流するまでは数年も行方を眩まし単独行動をしていた。昔、サンクタ族にとって禁忌である同族への銃撃を犯してしまったため、堕天している。サルカズに似た角や尾をもつのはそのため。エクシアとその姉レミュエルとは古い友人。モスティマはアーツを2つ持っており、一つは時間の遅延や停止である。さまざまなアーツがある中、世界のことわりに関わるアーツは異質である。もう一つはまだ明かされていない。アーツを使った際、モスティマの背後に何かが現れていたという。その正体はヨハネの黙示録に登場する竜ではないかと推測される。なお、このアーツは所持しているアーツユニットによって後天的に得たものであり、堕天にも関係している。
エンペラー
声 - 津田健次郎（ショートアニメPV）
ペンギン急便のボスを務めるペンギンの男性。テキサスとともにペンギン急便を立ち上げた。3000年以上生きていることが示唆されている。イベント中に鼠王に致命傷を負わされているがその後何食わぬ顔で復活している。酒好きで口が悪いが、テキサスを始めペンギン急便のメンバーに慕われるなど、信頼が厚い。クルビアでは有名ミュージシャンとして活躍しており、時にはシエスタで開催されるイベントにも参加している。正体は獣主。

### 使徒
使徒は元カジミエーシュ騎士と2人のサルカズ族の女医たちによって結成された鉱石病感染者援助団体。各地を駆け回り感染者の治療をしていく中でロドスに辿り着き、感染者治療だけでなく戦闘支援にも加わるようになる。
ニアール
声 - 佐倉綾音
元カジミエーシュの騎士で名前は「燿騎士」。メジャーで優勝もしている。不慮の事故により鉱石病に感染したとされ追放された。その後カジミエーシュを離れ、シャイニングたちと出会い、使徒を設立する。ロドスでは重装オペレーターとして防御支援も行う。ドクター救出作戦にも参加していた。現ニアール家当主。後にカジミエーシュに帰還、ロドスのカジミエーシュ支部に駐留し騎士競技の腐敗を正すべく尽力する。
シャイニング
声 - 清水理沙
銀髪のサルカズの旅医者で、使徒のメンバー。サルカズの医療組織「聴罪師」の一人だったが、「聴罪師」の真の目的を知り実験体と共に逃亡した。サルカズでは珍しく鉱石病に感染していない。凄腕の剣士でもある。10章では過去にけりを付けるためヴィクトリア、ロンディニウムをナイチンゲールと訪れている。
ナイチンゲール
声 - 石川由依
金髪碧眼のサルカズ族の医療オペレーターで、使徒のメンバー。使徒のメンバーからはシャイニングが付けた「リズ」の名で呼ばれている。重度の鉱石病感染者で、歩行が難しくなるほどの虚弱体質など様々な障害が見られ、ロドスで治療を受けている。元聴罪師の実験体。移動時や戦闘時はほとんど車椅子だが、アーツを跡形もなく消し去ることのできる「聖域」を展開できるため並大抵の部隊では相手にならない。

### ヴィクトリア
ドラコとアスランが統治している国家。ヴィクトリアの広大な領土は多数の中核国家と隣接しており、さらには複数の開拓地区と飛び地をも有している。繁栄した経済と、強大な軍事力が彼らの歯止めの無い拡張を推し進めた。現在は王がおらず空席になっている。ロンディニウム市を首都とする。
ホルン
声 - 豊口めぐみ
ヴィクトリア軍人で階級は中尉。ヴィクトリア軍、第七前線歩兵大隊、第二テンペスト特攻隊の隊長。使う武器はヴィクトリア軍正式採用の特殊盾。撃発装置を備えており、短時間で10発の弾薬を打ち切ることができる。立場をわきまえ、冷静な判断を下し、部下に適切な指示を送る描写から軍人、隊長として優秀である。王立前衛学校卒業。アルモニとは同級生。貴族から軍人になったことを上官から馬鹿にされていたが本人は煌びやかで格式張った場所や生活は好まない。9章でヒロック郡での軍用源石素材窃盗事件を調査するためテンペスト特攻隊が派遣され隊員と共にヒロック郡事件に巻き込まれた。10章以降はロドスと共同戦線を張っている。
バグパイプ
声 - 豊崎愛生
元ヴィクトリア軍人。ホルンが隊長を務めるヴィクトリア軍、第七前線歩兵大隊、第二テンペスト特攻隊第二分隊に所属していた。使う武器はヴィクトリア軍正式採用の「破城矛」。元々射撃機能が付いていたが現在は取り除かれている。チェンやホルンと同じヴィクトリア王立前衛学校の卒業生である。ヒロック郡事件の解決のためチェンに助けを求めている際、チェンの紹介によりロドスのオペレーターとなった。田舎育ちのため普段は「だべ」などの方言混じりだが戦闘の際は標準語になり、勇ましい口調になる。
サイラッハ
声 - 戸松遥
ヴィクトリア軍の元儀仗兵。ヒロック郡の地方部隊に所属していた。戦乱のあと、ロドス駐ヒロック郡事務所責任者の推薦によりロドスのオペレーターとなった。軍から抜けても、ヴィクトリアに戻って戦う準備を常に行なっている。

### ダブリン
ヴィクトリアを取り戻すために日々暗躍している組織。ヴィクトリアからは亡霊部隊と呼ばれており、ヴィクトリア軍よりも装備や練度で勝る。
その反面、カズデルのテレシスからはレユニオンにも及ばないと評されている。
リード
声 - 能登麻美子
本名は「ラフシニー・ダブリン」。ダブリン亡霊部隊のリーダー「エブラナ・ダブリン」の妹であり影武者。姿を消したとされるドラコ族の生き残り。ヒロック郡事件で源石爆弾が当たり感染者となりOutcastに助けられロドスで保護、治療された。治療後に一時的にロドスを離れたものの現在はロドスと協力体制である。現在は小隊を率いてある目的のために活動している。彼女のアーツは生体組織を活性化させるもの。過去のリードはアーツが制御できずに相手に触れれば活性化しすぎてしまい、発火させてしまっていた。現在は制御できるようになり治療に応用している。
ハーモニー
声 - かかずゆみ
ヴィクトリア軍の諜報員兼ダブリンの高級将校。二重スパイ。ストーリー内は「アルモニ」と呼ばれる。人を小馬鹿にしたような態度で喋る。ヒロック郡事件の関係者。ヴィクトリア王立前衛学校卒。ホルンとは同級生。よって年は30歳前後。ダブリン亡霊部隊に所属はしているが目的のために所属しているのではなく、巨大な力を持つ「エブラナ・ダブリン」がどこまで行けるか興味があるためである。諜報員ということでロドスには警戒されている。しかし子供たちからは人気である。

### グラスゴー
ヴィクトリア・ロンディニウム市に拠点を置くストリートギャング。リーダーはシージが務めている。何かしらの理由でロンディニウムを離れ、その後にロドスを訪れオペレーターとして雇われるようになる。
シージ
声 - 川澄綾子
グラスゴーと呼ばれるストリートギャングのトップで、それ以前の経歴は不詳。ある目的のためロドスへ来た。元々はインドラがリーダーであったが、彼女たちを降すほどの凄まじい戦闘能力とカリスマによってまとめ上げている。
インドラ
声 - 原優子
グラスゴーの戦闘チームのリーダーで、シージの部下の1人。元々はモーガンと共にグラスゴーのリーダーをしていたが、シージに敗北、彼女の人格や志に心を動かされたことで付き従っている。考えることが苦手で、知謀巡らせるずる賢い人間が嫌いなため、モーガンとは時折衝突することも。
ダグザ
声 - 青木志貴
グラスゴーギャングの一員で、シージの部下の1人。ヴィクトリアの騎士一族に生まれたが、動乱の中で家が途絶え、逃亡の末にグラスゴーに身を置く。それ故にギャングらしからぬ生真面目さを少し残している。年若いためか思春期特有のセンスが垣間見え、普段の騎士然とした口調が崩れて素が出ることが間々ある。
モーガン
声 - 金子真由美
グラスゴーの一員で褐色のフェリーン。シージからは冗談半分に"グラスゴーのブレイン"と呼ばれている。インドラとは対極の頭脳プレー派で、ロドスではグラスゴー絡みの事務処理を担当している。シージの事情を鑑みてインドラを諫めるなど、仲間内の間を取り持つ役目に回ることも多い。後世に残るグラスゴーの伝記を綴るべく執筆をしている。

### ライン生命医科学研究所
通称「ライン生命」。ライン生命医科学研究所は、多民族国家であるクルビアを拠点としている。親会社は移動都市トレモントにある。生命科学や化学工業、生物応用などの技術領域の開拓、発展に力を入れている企業で、クルビアが重点的に支援している科学技術団体である。コンポーネント統括課を中心として5つの研究課と4つの統合課の10からなる事業課で構成されている。ライン生命が公開する多くの成果は業界の注目を集めており、毎年多くの業界関係者のライン生命への加入を促している。作中に登場するライン生命所属のオペレーターは社内で起こった事件の影響で退職、ロドスに移籍した元社員のオペレーターが多い。サリア曰く「崇高な目的のためなら手段を選ばない人たちだ」と、忠告している。
イフリータ
声 - 花守ゆみり
ライン生命で治療を受けていた鉱石病の重症患者。ライン生命で起こった事件により、後見人のサイレンスと共にロドスへ移動し治療を受けている。現在では病状も安定してきており、他のオペレーターと共に作戦に参加している。あと1歩ほどでエリートオペレーターになることができるほどの実力を有している。今までサリアとサイレンス、イフリータの関係は悪かったが現在ではよくなってきており、イフリータは2人と肩を並べたいと考えており医学を学んでいる。サルカズ族で、飛び抜けたスペックの火炎系アーツ能力を持つ。彼女のプロファイルには酷く荒らされた形跡が確認できる。「炎魔事件」の実験体であり、種族もそれによりサルカズへと変化した。元実験体という同じ境遇のロスモンティスとは仲が良い。
サイレンス
声 - 鬼頭明里
元ライン生命の研究員でイフリータの担当医。本名は「オリヴィア・サイレンス」。現在はロドスに移籍し、引き続きイフリータの鉱石病治療を行いながら、戦術医療オペレーターを務める。現在ではライン生命に戻りクリステンが去った後のコンポーネント統括課の特別顧問を勤めている。「トリマウンツ化学倫理共同宣言」の発起人。全クルビア科学界が注目する人物となっている。
フィリオプシス
声 - 金元寿子
元ライン生命の医科学研究所データアナリスト。本名は「ジョイス・モル」。サイレンスと同様ロドスに移籍し、医療オペレーターを務める。源石に内包される記憶を、人の脳にて読み取り処理するための『九号デバイス』と呼ばれるチップの移植実験の被験者で、実験の失敗により脳に損傷を受けた上に感染者となった。その影響によりコンピューターのような喋り方になり過眠症を引き起こしている。フィリオプシス自身この実験の参加に同意している。
メイヤー
声 - 斎藤千和
ライン生命の医科学研究所所属。優れた技術や能力を持っている。カワウソを模した戦闘能力を持つ機械装置「ミーボ」を発明したり、個人のラボを運営して開発・改造依頼を受けたりしている。「ミーボ」の命名は起動音が「ミー・ボー」と聞こえるため。
サリア
声 - 井口裕香
ライン生命警備課の元主任。カルシウム操作のアーツの使い手で、ブレードや盾を生成しての近接格闘だけでなく、持ち前の医療技術による治療もこなす。炎魔事件の責任を取りライン生命を退職し、その後ロドスに所属。またこの事件によってサイレンスとは確執が生まれた。現在ではクリステンが統括から降り、サリアが代理を勤めている。
マゼラン
声 - 伊瀬茉莉也
ライン生命の外勤専門員で、提携協定の下でしばらくの間ロドスを拠点とし、新たな探索活動を開始している。セオドライトを所持している通り測量や観測（そのためのドローン操作）を得意分野とし、サイドストーリー「戦地の逸話」では誰も居ない北方の凍土で数か月も単独で気象観測を行っていたことが語られている。北限氷原の未踏破エリアの調査を目標に掲げている。
ドロシー
声 - 佐藤聡美
ライン生命医科学研究所アーツ応用課主任。本名は「ドロシー・フランクス」。主任の中では最も若い新進気鋭の研究者。アーツ応用課主任だけあって、アーツの応用、理解に疑いの余地は無い。理想主義者、夢想家の面が強く、全ての人に平等な幸福を望んでいる。理想のために暴走しがちな面があり、彼女の研究がある事件を引き起こすこととなってしまう。
アステジーニ
声 - 白砂沙帆
ライン生命エネルギー課研究員で、ライン生命ではエレナ・ウビカと名乗っている。自作のアーツユニットとアーツを用いた戦闘が得意。だが、彼女としては研究や機材のメンテナンスをするほうが好みのよう。神秘学の名門一族に生まれたが、後継として生きることを望む両親とは反りが合わず家出同然に社会へ出ている。双子の姉との関係は良好。
クリステン・ライト
コンポーネント統括科を統括する。素粒子物理学の博士号を持っており、サリアと共にライン生命を設立した。卓越した才能と忍耐力でライン生命の発展を牽引してきた。後年、長きに渡って画策していたある実験のために動き出し、大きな騒動を引き起こす。
アーレンス・パルヴィス
ライン生命医科学研究所構造課主任。40年以上、テラに生息する生物の生物学的基礎と基質の構造・形態に関する研究と、構造変化が生体の基本機能に及ぼす影響について研究している。サイレンスにとっては恩師であり、直属の上司であった人物。結果のためなら手段を厭わず、彼が主導していた研究が制御不能となった結果、「炎魔事件」が起こった。
フェルディナンド・クルーニー
ライン生命医科学研究所エネルギー課主任。源石、太陽光、地熱、バイオマスなど既知の様々なエネルギーを利用する研究を担っている。さらにこの課は多岐にわたる方法でエネルギーの貯蔵・利用を実現している。クリステンの席を狙っており裏で様々な謀略を巡らせている。
ミュルジス
声 - 田村ゆかり
ライン生命医科学研究所生態課主任。種族は「エルフ」。エルフの特徴上、源石病に極端に弱いため可能な限り日頃から源石を使ったものには近づかないようにしている。そのため人と会う時は水の分身を使って外出などを行っている。ライン生命に1番はじめに入職した人物でありサリアやクリステンとは仲が良かった。内部では常に強い支持を受けてきた。

### イェラグ
雪境（ヒーラ）に存在する小規模な宗教国家。カランド貿易はイェラグに拠点を置く国営企業で、シルバーアッシュがトップを務める。閉鎖的なイェラグにあって現代産業の解放や輸出入の掌握・独占に加え、私兵や最新の軍事設備も独自に保有している。ロドスとは協力関係にあるものの、目的が不明であり、一部のロドス上層部からは彼らの動向を警戒視されている。
シルバーアッシュ
声 - 小西克幸
本名は「エンシオディス・シルバーアッシュ」。イェラグの軍閥、カランド貿易の最高責任者。少年時に両親が政争により殺害されシルバーアッシュ家は没落、長男として幼い妹たちの面倒を見てきた。ヴィクトリアへの留学を経て帰郷した後にカランド貿易を設立、外国の新技術導入に反対意見が多い中でも実績を上げ、シルバーアッシュ家を復権させた。その過程でプラマニクスと確執が発生し、現在は双方に交流が無い様子である。
プラマニクス
声 - 早見沙織
本名は「エンヤ・シルバーアッシュ」。厳しい儀式を経てイェラグ全土における宗教の最高権威者となった巫女で、シルバーアッシュの妹。イェラグでは宗教が持つ権威が高いため、公的にはプラマニクスの方がシルバーアッシュよりも上の立場となっている。巫女となる経緯で兄との確執があり、公的立場以外で邂逅することはない様子。世話係のイェラとは姉妹のように仲が良く、妹のクリフハートのことも気に掛けている。
クリフハート
声 - 白石涼子
本名は「エンシア・シルバーアッシュ」。登山家。シルバーアッシュとプラマニクスの妹で、3兄妹で唯一鉱石病に感染している。感染原因は登山中の山崩れに巻き込まれた際に源石で脚を傷付けたことだが、シルバーアッシュ家の政敵によって仕組まれたことと思われる。闊達で兄姉と違って立場もなく自由であるため、人々の輪に溶け込むことができている。かつての仲が良かった三兄妹に戻れることを密かに望んでいる。
マッターホルン
声 - 武内駿輔
カランド貿易の社員。シルバーアッシュのボディーガードを務める。クーリエからは「兄貴」と呼ばれている。戦闘もさることながら料理が得意で、作戦外に食堂で料理を作る様がサイドストーリー「午後の逸話」で語られている。シルバーアッシュ家の再興・存続には彼の料理の腕前も一役買っている。
クーリエ
声 - 平川大輔
カランド貿易の社員。人当たりがよく、常に笑顔を絶やさない。シルバーアッシュを幼少期に助けてもらった恩人として尊敬している。平時は郵便配達をしており、人々と良好な間柄を保っている。彼の種族的特徴なのか、配達した郵便物からは何やら良い香りがするらしい。
ノーシス
声 - 緑川光
カランド貿易の元最高技術責任者。本名「ノーシス・エーデルワイス」。シルバーアッシュ家と親交の深いエーデルワイス家に生まれたが、シルバーアッシュ家が"事故“によって没落した責を問われ国外へ出ることに。ヴィクトリアにてエンシオディスと再会し、共にイェラグにてカランド貿易を立ち上げる。とある理由から鉄道の爆破事件を起こし、最高技術責任者から解任される。
オーロラ
声 - 明坂聡美
イェラグ出身のウルサス人オペレーター。ロドスSharp小隊所属。シルバーアッシュ家の援助でクルビアに留学、極北氷原の探検隊に加わるも源石を含む雹害に遭い罹患する。学業を断念し、治療のためロドスで働くこととなる。細身で身長もやや高いくらいだが、見た目に反して筋力は高くドクターを米俵のごとく抱えて走る姿がイベントにて描かれた。
イェラ
声 - 久川綾
プラマニクスの侍女長であり世話係。プラマニクスにとっては姉のような存在であり、彼女からは素を見せるほど信頼を置かれている。「ヤエル」と名乗っているが、これも偽名。人ではなく巨獣の一角であることをドクターやケルシーに気付かれており、正体はイェラグが信仰する神イェラガンドまたはそれに準ずる存在。プラマニクスをいたく気に入っており、彼女の側にいる模様。

### レッドパイン騎士団
カジミエーシュの感染者騎士によって結成された騎士団。団長は炎尾騎士フレイムテイル（ソーナ）。メンバーは4人と1機。元々は5人だった。
フレイムテイル
声 - 平野綾
レッドパイン騎士団の団長。炎尾騎士フレイムテイル。本名は「ソーナ」。灰毫騎士アッシュロックとレッドパイン騎士団を立ち上げた。元は集落に住む一般人だったが、天災に見舞われ感染。底辺層の暮らしを送る中で競技騎士の存在を知り、脱却すべく自ら協議騎士の道へ進んだ。
アッシュロック
声 - 上田瞳
灰毫騎士グレイナティ。本名は「グレイナティ・カリスカ」で騎士貴族の子女だったが、感染を理由に家を追われた。フレイムテイルからは「カイちゃん」の愛称で呼ばれる。フレイムテイルの住んでいた集落はカリスカ家が統治していたが、天災に見舞われた際に見捨てたことを負い目に感じている。
ワイルドメイン
声 - 村中知
野鬃（やそう）騎士ワイルドメイン。本名は「イヴォナ・クルコフスカ」。征戦騎士の家系に生まれ将来を熱望されたが、感染を理由に追放される。一族を見返すべく競技騎士になった。フレイムテイルより身長が1cm低いことを気にしている。ジャスティスナイトを拾ってきた上に改造を施した。
ファートゥース
声 - 三森すずこ
遠牙騎士ユスティナ。本名は「ユスティナ・バレンタイン」。かつてはのどかな田舎に住む村娘だったが、耀騎士に憧れて自身も騎士となるべく大騎士領へ向かう。しかし、道中の不慮の事故により感染、村に帰ることもできなくなる。後に感染者騎士法案が制定されたことで競技騎士となった。いつか村へ帰れる日を夢見ている。
"Justis Knight“ ジャスティスナイト
声 - ゆきのさつき
レイジアン製四輪プラットフォーム。元はサーチライトと射撃機能が付いたものだったが、利用価値が低く生産停止、廃棄されたものをワイルドメインが拾ってきた。ロドスに来る前に既に原型が無いほど改造されており、ロドスでもボイスシステム導入など更なる改造をされた。現在は花の水やりやデリバリーの受け取りなど、射撃以外の支援も意欲的に行うように。口癖は"Di-di“。

### リターニア
正式名称は「リターニア王国」。テラ大陸の中心に位置し、ウルサス、ヴィクトリア、シラクーザ、カジミエーシュといった大国に囲まれている。学術文化が発展しており、その中でも音楽に関しては特に発展している。アーツ技術も発展しており、高等教育を受けていないものでも簡単なアーツを使用できる。アーツと音楽にはつながりがある。かつては暴君「巫王」が支配しており、彼を斃した双子の女帝が治める今も巫王を恐れ敬う残党が息を潜めている。
エーベンホルツ
声 - 逢坂良太
慇懃かつ皮肉気な口調の青年。縦に捻れた特徴的な角を持っている。廃退した小さな町ウルティカの伯爵であり、「巫王」の末裔。巫王派の残党によって行われた実験の成功例であり、その影響で常に頭痛と雑音に悩まされている。彼自身は巫王の力を欲する残党に辟易しており、頭痛共々捨て去ることを望んでいる。あるコンサートに参加すべくヴィセハイムへ訪れ、一人の青年と出会う。
ツェルニー
声 - 安元洋貴
屈強な体躯をした作曲家。本名「ウィリアム・フィヒター・ツェルニー」。芸術家肌で気難しく、自身のパトロンである女性貴族を毛嫌いしている。代表作は、友人の死を悼み作した曲「夕べの夜明け」。自身が主催するコンサートの演奏者を一般から公募し、審査を行うため、開催地で地元でもあるアフターグロー区へとやってきた。そして、事件へと巻き込まれることとなる。
ベースライン
声 - 金田アキ
本名「ミヒャエル」。当初はミヒャという偽名を名乗っていた。年若いながら双子の女帝の使者「女帝の声」となっている。「女帝の声」は本来、双子の両者に仕えるが、彼は"情なき大権“グリムマハトにのみ絶対の忠誠を誓っている。イベントではグリムマハトの命に従い、ある目的のため行動していた。
レッシング
声 - 内田雄馬
包帯に巻かれた大剣を携えた青年。表情に乏しく、情を省いたような物言いが目立つが、感情の発露が苦手なだけのよう。エーベンホルツの頭に仕込まれた『塵界の音』を取り出すべく、彼の前に現れる。かつて巫王に仕えていた一族の家系で、エーベンホルツとはそのことで関わりがあるらしい。
ヴィヴィアナ
声 - M・A・O
本名は「ヴィヴィアナ・ドロステ」。元カジミエーシュの人気競技騎士で燭騎士と呼ばれており、様々な経済効果をもたらしたが追放された。光と影を操るアーツを得意とし、そこに剣術が合わさることで臨機応変に敵と対峙している。リターニアのシュトルム領選帝侯の一族のホッホベルク家の末裔であるが、私生児であり家督は継いでいないため母の姓を名乗っている。

### シラクーザ
元々はリターニアの属国だったが現在は独立している。政府はいるがほとんどマフィアによって運営されている。マフィア十二家が管理していた二十ニの都市を領土とし、現在の国家になった。その後マフィアによる抗争が激化していたシラクーザはラテラーノから「銃と秩序」を持ち帰ったミズ・シチリアによってマフィアたちのファミリー十二家から成る円卓会議、グレイホールを設立した。ここの秩序とはラテラーノの法とは異なりミズ・シチリアが定めたルール。その際、シラクーザへ平和を維持するために「皆殺しを禁ずる」という掟を定めた他、裁判所を設立することで十二家の闘争を監視し、防止する仕組みを作った。
ヴィジェル
声 - KENN
シラクーザのベッローネファミリーのドン「ベルナルド・ベッローネ」の息子。ベッローネファミリーの最後のドン。本名は「レオントッツォ・ベッローネ」。同国の特別行政都市ヌオバ・ウォルシーニにおける市長候補の一人。テキサスを通じて、所属都市を代表しロドスとの協力関係を結んだ。中距離戦闘に長け、様々な任務の中でかなりの知略とリーダーシップを見せている。
ペナンス
声 - 大原さやか
元シラクーザ都市裁判官。本名は「ラヴィニア・ファルコーネ」。テキサスを通じてロドス繋がりを得た。現在は支援部に所属しておりロドスの法律顧問を担当している。都市裁判官であると同時に後ろ盾にベッローネファミリーがついていた。しかし、ファミリーの息がかかった裁判官とは違い身内にも公正に判決を下していた。裁判官はミズ・シチリアの代弁者としてシラクーザの社会的治安維持をしている。ヴィジルとも仲が良く上司と部下のような関係ではなく、姉と弟、母と息子のような関係である。
ラップランド
声 - 今井麻美
ループス族随一の危険人物。本名は「ラップランド・サルッツォ」。出身はシラクーザで、サルッツォファミリーのドン「アルベルト・サルッツォ」の娘。テキサスファミリーの粛清に参加した後からテキサスに異様な執着心を持っている。
スズラン
声 - 本渡楓
本名は「リサ」。出身は極東であり、父が極東の神職、母がシラクーザのマフィアの構成員。9本の尻尾を持つ特殊なヴァルポ。非常に幼いが年に見合わない精神力を持つ。母の帰省について行った際、対立するファミリーによってぬいぐるみに仕込まれた源石爆弾が原因で鉱石病に感染した。母は報復のためロドスに預けた後行方をくらませた。対立していたファミリーはもう壊滅したらしい。母と父と離れ離れになってしまったがロドスの一員としてメンタルケアや補助オペレーターとして作戦に参加している。

### ウルサス学生自治団
ウルサス帝国の移動都市チェルノボーグがレユニオンによって壊滅され（「チェルノボーグ事変」）、その際にメフィストの策略により平民と貴族が高校に閉じ込められた。ロドスに保護されたウルサスの学生たちによって作り上げた学生組織である。「冬将軍」と呼ばれた少女ズィマーがリーダーを務めている。元々ウルサスでいう「学生自治団」とは、近年ウルサスの若者たちの間で流行っている組織だった。母国語であるウルサス語はキリル文字を使っている。
ズィマー
声 - 小清水亜美
ウルサス学生自治団のリーダーで、チェルノボーグ出身の女子高生。本名は「ソニア」。当初は「冬」と「将軍」それぞれのあだ名を持っていたが、学校周辺の学生自治団を次々と倒したことから、あだ名が組み合わさり、「冬将軍（ゲネラール・マロズ）」と呼ばれるようになった。「ズィマー」はウルサス語で「冬」。学生が収容されていたペテルヘイム高校の生徒の一人であり、火災によって二つあった食糧庫が一つ焼失したことで悪化する校内の治安から自治団のメンバーを守ろうとしていた。しかし、残されたもう一つの食糧庫を占領する貴族校のグループから単独で奪取しようとした際、蝋燭を倒したことで出火、焼失させてしまう。
イースチナ
声 - 悠木碧
ウルサス学生自治団のメンバーで、ズィマーと同じく、チェルノボーグの女子高生。本名は「アンナ・モロゾフ」。事変中の軟禁によってズィマーと再会、自身を含む学生グループを守るために彼女をリーダーに、自身を参謀として学生自治団を立ち上げる。クマのぬいぐるみを大切にしており、「ヴィカ」という名前を付けている。その名はズィマーたちと出会う前の最も仲の良かった友人の名であり、チェルノボーグ事変中の軟禁に際して起きた騒動の中で彼女が屋上から落ち掛けているところを見殺しにしている。ヴィカは他生徒と共にズィマーを殺害しようとしており、ズィマーと彼女を天秤に掛けた中での行動であった。
グム
声 - 高森奈津美
ウルサス学生自治団のメンバーで、チェルノボーグの女子高生。本名はラーダ。料理が得意で、過去にボーイスカウト大会でジュニア準優勝した経験がある。過去に起きたある出来事から、ある習慣がある。普段は明るく元気で天真爛漫なようだが、ロドスに来た後も習慣は抜けず、また事変中に起きたことからくるトラウマも治っていない様子。
ロサ
声 - 上田麗奈
ウルサス学生自治団に比較的遅く入団したメンバーで、ロストワ伯爵家の令嬢。チェルノボーグのボリス第四高校の元生徒会長。「第四高校の明珠」の評されている。本名は「ナターリア・アンドレーエヴィナ・ロストワ」。事変中の軟禁に際しては貴族側のリーダーを務めた。現在はこのこと後悔している。使用武器はチェルノボーグを彷徨っている際に見つけ、入手した、アンカー型の攻城兵器。ロドスに来た後、ズィマーとの仲は一悶着の末に良好になっていった。
リェータ
声 - 朝井彩加
ウルサス学生自治団のメンバー。チェルノボーグ事変の際、レユニオンの幹部ファウストとメフィストに接触している。本名はロザリン。通称「夏将軍」。闊達で細かいことは気にしない性格であり、事変中の事件についてもトラウマになっていない。実は生まれはイェラグであり、成人後に母に代わってイェラグの思い出の場所に“形見"を埋まるべく赴く。同時に父親探しも行い、偶然出会った老人の助けを得てペイルロッシュ家当主のアークトスであることを知る。なお、今更父を求めるつもりはなく、養育費など諸々の費用請求をするためであった。

### アビサル
水棲系種族のオペレーターが所属する組織。「エーギル人」と海の怪物「恐魚」の融合体。海の怪物に対抗するために海の怪物を取り込んだ。海の怪物の特性により、陸の脅威である源石（オリジニウム）に対して驚異的な耐性を得ると同時に、それを利用する技術であるアーツに対する適正は欠落となってしまう。また身体能力はガラスを素手で握りつぶせるほどに強化される。しかし、海の怪物の能力を使えば使うほど海の怪物に近づいていく。エーギルとは国の名前と種族の名前。海の下に巨大な国家があり、都市は巨大な透明のドームで覆われている。
スカジ
声 - 佐藤利奈
バウンティハンターで、アビサルハンター、現在はロドスに雇用されている。人から離れ一人でいることが多く、オペレーターの間ではスカジの化け物じみた噂が流れている。
スペクター
声 - 浅倉杏美
アビサルハンター。経歴書を紛失したため、身元も出身も不明。後に明かされた本名は「ローレンティーナ」。深海教会によって高濃度の源石液を注射された。常に精神が不安定なため、日常生活の中でほかのオペレーターとの接触が少ない。極めて強力な戦闘技術は、過去の戦闘経験により身についたものだと推測される。グレイディーアの部下。
アンドレアナ
声 - 佐倉薫
イベリア出身の狙撃オペレーター。インキャンデセンスのボディガードとして、ロドスに加入した。彼女が使用している武器は銃の外見をしている特殊なクロスボウである。
グレイディーア
声 - 生天目仁美
エーギルの技術執政官であり、栄誉軍団長。エーギルの軍事団体「アビサルハンター」の総戦争設計師の一人。アビサルの中でも突出した機動力を持つ。現在は共闘という形でロドスと協力関係にある。スカジと同じく血液中源石濃度が非常に低く、鉱石病に対して何らかの耐性を持っている。スペクターの上司。
ウルピアヌス
声 - 小野大輔
探し尽くされたと思われていたアビサルハンターの生き残り。元々スカジの上官であり、彼女からは隊長と呼ばれている。グレイディーアとは違う思惑で行動している。

### イベリア
現在鎖国中の臨海国家。宗教的にラテラーノの影響を受けている。科学には「一部の分野を除いて」友好的な国で、エーギル人を敵視し、現在宗教戦争進行中。治安維持のため裁判所という政府組織がある。過去には黄金のイベリア艦隊が遠征を行ったが失敗に終わった。
アイリーニ
声 - 釘宮理恵
アイリーニは裁判所の元審問官。大審問官ダリオの弟子。使う武器はレイピアと源石弾を使ったハンドキャノン。現在は裁判所のトランスポーターとして海からの脅威に備えている。アイリーニはイベリアの歴史、法律、人文、地理などに関しての豊富な知識を有している。ダリオの教えにより法律だけで裁けないものは自身の理念を従い判決を下す。スペクターからはよく揶揄われており小鳥ちゃんと呼ばれている。
ルーメン
声 - 小林祐介
イベリアのグランファーロで介護士を務めていた気弱な青年。両親の影響か、機械を扱うことに関して非常に詳しい。自身を普通の人間だと称しているが、時折立場に影響されない善意や固い意志、逆境の中で見せる勇気を持つ。

### 歳
古代から人々が崇めた「カミ」の一つ。歴史に名を残した炎国の古代皇帝が炎国の民のことを大事に思うあまり、炎国に住み着いていた巨獣を全部排除しようと考えた。最初に見つけた歳が古代皇帝に味方した。戦いが終わった後に歳は代理人として12人に分裂し姿を変えた。「カミ」の一部なので非常に長命で炎国でひっそりと暮らしている。彼らの序列は混沌とした状態で「我は誰か？」という問いに答えを見つけた人から代理人として実体化した。代理人たちは問いに答えるために習得した芸術が得意である。1番目は武、2番目は碁、3番目は詩、6番目は農業、9番目は鍛冶、11番目は絵、12番目は料理が得意。ただし、2番目の囲碁バカは囲碁が得意ではあるが嫌い。代理人の形で実体化した12人に名前をつけてくれた女性がいたとのこと。彼女は代理人たちに何らかの期待を抱いていた。現在、1番目の「チョンユエ」、3番目の「リィン」、6番目の「シュウ」、9番目の「ニェン」、11番目の「シー」の5人がロドスに滞在中。2番目の囲碁バカが何かを企んでるらしい。
チョンユエ（重岳）
声 - 関俊彦
12人の代理人の1番目で長男。武人。代理人としての力は剣に封じており、人間として生きながら長きに渡って武芸を磨き続けている。そのため、彼の持つ武は能力に依らないものである。妹たち同様、漢詞を用いた古語的言い回しが多い。ロドスへ来る前は炎国の移動都市である玉門（ユーメン）にて武術教官を務めていたが、現在は辞任している。しかし、ロドスでもこれまで同様、武の鍛錬と指導の日々を送っている。「チョンユエ（重岳）」の名はかつての友人から人間として生きる上で付けられたもので、代理人としての本名は「朔（シュオ）」。
ワン（望）
12人の代理人の2番目で次兄。囲碁を得意とするが、好きではない様子。司歳台によって捕縛・投獄されていたが脱獄、自身の分け身を碁石に封じ、炎国全土を碁盤として各所に布石することで様々な事件を引き起こしており、玉門や大荒城の一件にも関わっている。一連の行動には妹の一人であるジエ（頡）の消滅が関係しているようである。
リィン（令）
声 - 井上喜久子
12人の代理人の3番目で長女。詩人。大酒飲み。同じ酒飲みのホシグマからは「あの方の酒量はすさまじいですよ！酒の飲み方も心得ていらっしゃいますし！」と評している。リィンは詩が得意である。古典的な趣があり、声律は複雑で、形式も計算し尽くされている。整った対句でありながら内容は自由奔放なもの、あるいは短長の文を使い分ける。長女の威信でニェンとシーをまとめている。12人の中で1番神出鬼没。炎国の様々なところを歩いている。現在はロドスに滞在中。歳はアーツらしきものは使うが彼女らはアーツ適正は欠落である。アーツとは全くの別物である。
シュウ（黍）
声 - 南條愛乃
12人の代理人の6番目で四女。慈愛に溢れ、非常に世話好きで、兄弟姉妹のみならず関わる人に悉く世話を焼く「お姉ちゃん」気質。炎国辺境の大荒城を千年もの歳月に渡って農業で支え続けており、作物の生えない凍てつく大地を一大穀倉地帯へと発展させた。一人でも多くの人々を飢えから救うため、自身が主導となって品種改良の研究なども進めている。能力は天候や作物の生育に干渉するものだが、「人の力で乗り越えるべき」と人間が彼女に頼った生き方にならないよう極力使わずに、また人に紛れて農業に携わっている。大荒城が穢れが引き起こした水害に見舞われた際に能力によって止めるが、力を使い果たして消える。完全な消滅は避けられたためややあって復活するも、人々の記憶からは消え、肉体にも後遺症が見られる。
ニェン（年）
声 - 悠木碧
12人の代理人の9番目。無職のニート。鍛冶師。様々な金属工芸に精通しており、身分不相応というほどに深い冶金の知識を持つ。現在、訪問者としてロドスに滞在しており、時としてロドスの金属加工事業に助言する。エンタメ関連の仕事が得意と主張し、よくオペレーターたちに作品を提供しているが、評判はイマイチ。訪問者としてきた時、ケルシーはいつものように追い出すことはなかった。ニェンはいつも一日中ブラブラしている。作戦に参加した時は鎧すらつけないが一回も怪我をしたことがない。さらに鈍重な盾であれ、奇妙な形をした剣であれ、彼女は自在に使いこなす。さらに、彼女は盾を戦場の各所に分散させ、解明不可能な技巧を駆使し、様々の攻撃からチームメンバーを守ることができる。リィン同様アーツではない。
シー（夕）
声 - ゆかな
12人の代理人の11番目。12番目は男なので末妹。無職の引きこもり。ロドスに来る前は山に引きこもっていた。画家。ニェンの働きかけにより、訪問者としてロドスに訪れることを強いられた。絵画、特に炎国の伝統絵画が得意である。現在はロドスのとある人通りが少ない通路の壁に住み着いている。壁に扉の絵を描いた。すると扉になった。そこから出てくることは滅多にない。シーの能力は描いたものが人や物に作用する。例えば、ラヴァやサガがシーの描いた絵の中を彷徨っていた。サガに至っては「シーの絵の中で十年の歳月を旅してきた」らしい。ロドスにシーが来てから不可思議な幻覚を見る事件が増加した。捜査したらこの引きこもり無職が原因だった。そこで見た天まで届きそうなお城だろうと、波一つない静かな水面だろうと、人気がまるでない雪景色は全てシーの絵画の内容である。リィンが来てニェンが邪魔しなくなったおかげで喜んで自分の絵の中に引きこもっている。唯一自室を持たないオペレーターである。

## 設定・世界観
源石（オリジニウム）
大きな力を持つ、新時代のエネルギー源となった鉱石。源石製品の利用によって、この世界は飛躍的な技術的発展を遂げた。一方で後記する鉱石病の発症原因や天災を誘発させる物質である。新たな世界の脅威となった。
アーツ
源石によって実現される魔法のようなもの。様々な物理的・心理的現象。量子アーツとも呼ばれ、量子力学的な干渉を行っているとされる。特異なものは時間に干渉するものもある。本来は源石製品を使用する必要があるが、鉱石病患者の場合は自身の体内・体表に存在する源石を用いてあたかも何も使用していないかのようにアーツを行使できる。
鉱石病（オリパシー）
源石との接触によって発症する。ただし、大気中に浮遊している微量の源石が病原となる場合もある。臓器の内部や体表に析出した源石により生体機能が阻害され、最終的には死に至る感染症。致死率100%。中には身体の一部が種族特性を逸脱した突然変異を起こしている感染者も存在する。特にサルカズ族はアーツの適応力が高く、全体的に一定のアーツの才能を持っているとされる。レントゲン造影の不鮮明化や血中源石濃度など、いくつかの指標で診断される。適切な治療を施せば進行を遅らせることはできるが完全な治療法は存在せず、死後は遺体が析出源石の励起反応で焼き尽くされ、源石の粉塵を含む灰となり周辺を汚染する。そのため感染者が亡くなった際の遺体の処理には特別な方法が必要である。いくつかの国や地域では感染者そのものが忌避されている。ただし、辺境などでは感染者の存在自体を知らないほどに鉱石病が広がっていない地域もある。
天災
嵐、洪水、果ては隕石の墜落までを含めた様々な大災害の総称。その異常なまでの被害規模の大きさと、収束後には被災地に源石が確認されることが特徴。源石の影響で発生しているとも研究されている。十分に防備されている都市をも一度で壊滅させるほどの威力がある。状況によっては発生前に検知することも可能で、街ごと別の場所へ避難する移動都市が登場した。
移動都市
天災を避けるために開発された、居住施設となる都市規模の巨大な乗り物。車両型、列車型、船舶型などがある。源石を動力源として稼働している。移動都市であれば、三日から二週間以内に天災の区域を脱出できるとされている。「天災を避けるためには、源石を使わなければならない」というこの世界の皮肉な二律背反の象徴とも言える。
先人（エーシェンツ）
動物的な特徴を持った、この世界の人類の総称。鳥や獣などの特徴を持った種族から、天使や悪魔といった特徴を持った種族もいる。来歴は不明だが、源石や鉱石病がこの世界に現れる以前から彼らは生活を営んでいた。なお、この世界では普通の人間は存在しない模様。『アークナイツ：エンドフィールド』の舞台である「タロII」から移住してきた。もともとは今とは違う形をしていたが長い年月で今の形になった。

## 基本システム

### 作戦
作戦の基本
- 画面は斜め俯瞰のバードビューで、敵は基本的に赤い陣地から自陣である青い陣地へ様々なルートを通って向かってくる（空中から突然降下してくる敵もいる）。敵の侵攻を阻止するためにオペレーターを置くマスは近距離マス（先鋒・前衛・重装などを配置する低地）・遠距離マス（狙撃・術師などを配置する高地）の2種類があり、近距離マスを歩行する敵は遠距離マスには侵入しない。
- 各作戦は全て、リアルタイムで押し寄せてくる敵を、近距離マスではブロックしながらの物理攻撃・術攻撃、ステージに設定がある場合は穴や画面外への押出しなどを複合させ、ドローンなどの空中を漂う敵は対空戦能力のあるオペレーターで撃破する。
- 敵は物理・術などの攻撃をしてくるので、回復オペレータを設置してHPを回復する（回復オペレータでなくても自己回復、周囲を回復させるオペレーターもいる）。敵の攻撃によりHPが0になったオペレーターは撤退となり、設定されたクール時間までは再配置できない。この間に出撃できるオペレーターがいる場合は交代要員として配置できる。オペレーターの交代は配置できる所持コストが有れば任意でも可能。
- 一時停止ボタンをタップすると画面が少し暗くなり「PAUSE」が表示される。この一時停止中でも時間の経過速度（通常または2倍速）切り替えやオペレーターのタップ、ステージからの撤退が行える。

コスト
一部の操作に必要なものを「コスト」、プレイヤーが現在所持しているコストを「所持コスト」と呼ぶ。
オペレーターの配置、一部のギミックの使用や設置には所持コストを消費する。消費する所持コストの量はオペレーター、ギミックによって異なる。
所持コストは自然回復、オペレーターのスキル（後述）、ステージの特性によって得ることができる。
ステージの特性
- <特殊条件>所持コストが自然回復しない。 - 所持コストの自然回復が無効になる。
- 本作戦ではコストが自然回復せず、敵を倒すたびにコストが回復する。 - 所持コストの自然回復が無効になり、全てのオペレーターが敵を倒すたびにコストが回復する。

作戦終了または撤退
設定された耐久値（自陣に侵入されても耐えられる数）を残してステージで設定された数の敵を撃破すれば、プレイヤーのレベル上げに必要な経験値・獲得アイテムと編成したオペレーターに信頼度（後述）が付与されてステージクリアとなる。自陣に侵入された敵が多いほどクリア時に得られるアイテム・信頼度は減少する。耐久値を全て失った場合はクリア失敗（撤退）となり、アイテム、経験値は得られず行動開始に要した理性がある程度マイナスされて返却される。ステージクリアには星が用意されており、侵入を許さずにクリアしたステージは星3クリアとなり、新しい作戦が選べるようになる。もし星3クリアがエピソード（章）の最終ステージであった場合、次章へのロックが解除される。ステージをクリアして得たアイテムの確認はホーム画面右下の「倉庫」で確認できる。
自動指揮
サポートを使用せず、かつ侵入を許さずにクリアしたステージは、以降「自動指揮」が行えるようになり、クリアした編成でオート戦闘が行える。ただしオペレーターはレベルアップなどの強化をするとその条件が自動指揮に適用されるため、コスト増加による配置や敵の撃破タイミング、攻撃力などが変わってしまい自動指揮が必ず成功するとは限らない。しかし自動指揮を途中でキャンセルし手動操作に切り替えることができ、配置タイミングや配置場所などを変えることは可能。手動に切り替えてステージクリアした場合、自動指揮を変更（上書き）するかどうかの選択ができる。
作戦の種類
作戦の種類は大きく分けて2通りある。
通常作戦
通常の作戦。ステージクリアで報酬を獲得でき、次のステージやストーリーが開放される
- 行動開始 - 撤退時に返却される理性は初回が消費理性0（消費した理性を全て返却）、以降は消費した理性から-1。
- 演習 - 理性の代わりに演習チケットと呼ばれるものを1枚消費して挑む。ステージをクリアしても報酬は獲得できず、次のステージやストーリーは開放されない。

強襲作戦
一部のステージを星3クリアした際に挑める作戦。初回クリアでのみ報酬を獲得でき、次のステージやストーリーは開放されない。敵のステータスの上昇、ステージごとの制限により、通常作戦と比べて大きく難易度が上昇する。
- 強襲作戦 - 撤退時に返却される理性は初回か否かにかかわらず、消費理性の半分。
- 演習 - 理性の代わりに演習チケットと呼ばれるものを3枚消費して挑む。ステージをクリアしても報酬は獲得できない。

### 理性
作戦を行うことで理性を消費するが、挑戦する作戦によって理性の消費量は異なる。また「危機契約」では理性を消費しないため何度でも挑戦できるが、ステージクリア数と撃破した敵の数はデイリー/週間任務には加算されない。
理性は時間経過、レベルアップ、理性回復剤または純正原石によって回復する。時間による回復は5分で1理性。理性の上限量はレベルによって上昇する。またレベルアップや回復剤を用いて理性を回復して上限量を超えた場合、余剰分が上限を超えて上積みされる。

### 編成
編成ではプレイヤーが所持するオペレーターから最大12人と、他プレイヤーが「サポート（後述）」で登録しているオペレーター1名を助っ人として借りて編成に盛り込むことができる。サポートはランダム（他プレイヤーがサポートから除外することもある）なため、サポートを使用してクリアしたステージはあとで楽に周回をするための「自動指揮（後述）」は登録できない仕組みになっているが、サポートを提供したプレイヤーに「戦友」となるよう依頼できる（後述）。

### 端末
ここから作戦を行える。
メインテーマ
メインシナリオである序章 - 11章が含まれる。
エピソード
過去に終了したイベントの中でも、重要なものが含まれる。「事象の結晶」というアイテムで解放できる。
サイドストーリー
その他のイベントが含まれる。エピソードと同じく「事象の結晶」で解放可能。
資源調達
資金・各種資材、SoCの調達が可能。
定例事務
人材発掘に必要な合成玉を獲得する「殲滅作戦」や、モジュールデータを集めることができる「保全駐在」がプレイできる。
長期探索
統合戦略と生息演算が常設されている。
定期試練
高難易度コンテンツ「危機契約」の挑戦や、それによる報酬交換ができる。

### 「危機契約」
「出身不問、種族不問、善悪不問、必要なのは十分な実力のみ。
危険な目標を処理し、巨額の報酬を獲得し、そして生き残る。
全ては、より多くの命を救うために。」
メインステージ2-10クリアで開放される。
他の期間限定イベントと大きく異なり「縛りプレイ」のみに特化している。プレイヤーの所持するオペレーターの成長度合いに合わせて難易度を変更でき、前述の通り理性を消費しないため何度でも挑戦できるが、ステージクリア数と撃破した敵の数はデイリー/週間任務には加算されない（デイリーミッションの「戦友サポート使用でステージを1回クリア」は適用される）。
「危機等級（制限）」の内容はオペレーターの人数・配置場所の制限や特定職種の使用禁止、オペレーターのステータス低下や敵の強化など多岐に渡り、選択が増えれば「等級」が増し難易度が上がる。
指定された等級以上でのクリア、指定された契約をつけた状態でクリアなどの任務を達成することで「契約賞金」、一部の任務では「協約の証」を獲得できる。契約賞金は、危機契約画面の機密聖堂でキャラクターの育成素材やコーデ、家具などと交換できる。
ステージは「訓練場」「緊急作戦区域」「常設」の3種類があり、
- 訓練場 - 「演習」に相当し、危機契約開設期間中の全てのステージの演習（模擬戦）がプレイできるが、条件を満たさないと上級の等級（グレード）は解禁されない。
- 緊急作戦区域 - 24時間でステージが変更される。スケジュールは公式サイトで発表される。4、8等級以上でクリアすれば「協約の証」が得られる。クリアが困難な場合は特定回数だが味方を強化できる「支援契約」も選択できる（ステージクリアしても得られる等級はいくつ選択しても「0」。だが「指定された契約の組み合わせで突破」は達成判定となる）。報酬が獲得できる最大等級は8。
- 常設ステージ - 長期間開設されるため、緊急作戦区域よりも多くの危機等級が用意されている。報酬が獲得できる最大等級は18。

2024年開催の危機契約#1「濁燃」から仕様変更がされ、従来の常設ステージが「通常試験区画」、従来の緊急作戦区域が「緊急試験区画」に置き換わった。
危機契約はある「機構」によって運営されているが、期間イベント「ウォルモンドの薄暮」では危機契約に契約していたとされる者がロドスのオペレーター「アント」を殺害しており、危機契約が必ずしもロドスに利するものではないことが語られた。

### 「統合戦略」
所謂「ローグライクゲーム」で、プレイする度にボス戦以外の戦闘やイベントなどがランダムに入れ替わる。オペレーターの招集（職種別）もランダムな上、条件によってはこちらに不利な効果が発動しクリアが困難な場面が生じるが、戦闘後に耐久値が1以上であればステージクリアとなり希望（後述）以外の報酬が少なくなるということは無い。また、戦友のサポートは受けられない。
自分が所持していないオペレーターやイベントのみのオペレーターが招集に出現する。自分が所持しているオペレーターはレベルが引き継がれている。高レアのみ育成していると希望を多く消費しパーティーが組めなくなる、低レアのみ育成されていてもクリアが困難など、育成度合いがプレイに影響する。
理性を消費しないため何度でも挑戦できるが、耐久値が0になるとゲームオーバーとなり冒頭の難易度選択からやり直しとなる。アプリを中断した場合は中断した箇所からの「冒険再開」となる。
難易度選択の次には「戦術分隊」の選択があり、特定の条件を満たすと開放される。最初からある程度パーティーを強化した有利な条件でスタートできるシステムだが、特定の職種を強化した分隊を選択しても前出の通り最初から特定の職業を選出できるとは限らない。
オペレーターは職種ごとの「招集券」により選出する。選出には「希望」という値があり、高レアのオペレーターほど希望を消費し、一度招集画面になると招集を諦めるまでキャンセルできないため、どの職種やオペレーターを高レアにするかなど、選出から多分に運を孕む要素となっている。
戦闘をクリアし獲得する「源石錐」が通貨の代わりとなっており、イベントで遭遇する旅商人などでアイテムや招集券と交換できる。
第1弾「ケオベの茸狩迷界」
メインストーリー3-8をクリアし、かつ期間イベント「帰還！密林の長」にてステージRI-1をクリアすると開放された。常設ではないため現在はプレイ不可。
難易度は「たのしく」「しっかり」「きびしく」の3種類がある。
第2弾「ファントムと緋き貴石」。
期間限定だった前回とは違い、今回以降常設化される。また、月ごとに設定された編成と秘宝で挑戦する「月次小隊」、12種の特殊な条件のクリアを目指す「多面調査」が追加された。
難易度は前回の「たのしく」「しっかり」「きびしく」が「古城観光」「正式調査」「厄災の宴」に名称が変更された。
第3弾「ミヅキと紺碧の樹」
耐久値が消耗するシールド値へと仕様変更されたほか、ダイスを振ることで何らかの効果が得られる「ダイスロール」、一定の条件で増減し、減るほど不利になる「灯火」、使用することで恩恵を得られる「鍵」など、色々な要素が追加された。
3弾以降、難易度については今までと違い、自身で等級を上げていく段階的なものになった。0から15まであり、上げていくことで敵が強化される他、報酬が増加する。
第4弾「探索者と銀氷の果て」
前回の要素が変更され、蓄積される「崩壊値」と崩壊値によって不利な効果が発生する「パラダイムロスト」、所持している数が多いほど恩恵が得られる「耐干渉指数」に置き換わった。
その他にも、「啓示板」も追加された。啓示板は探索中に入手でき、2枚を組み合わせることで崩壊値の減少、源石錐の増加など様々な効果を得られる。
第5弾「サルカズの炉辺奇談」
前回の「崩壊値」などの要素は再度変更され、新たな啓示板とも言える「思案・思考負荷」や一部マスを強化できる「印象再構築」、突入することで様々な効果が発生する「時代」へ置き換わった。
その他にも、難易度の全体的な低下や選べる「戦術分隊」も一部変更された。

### 「保全駐在」
所謂「カードゲーム」で、オペレーターをカードに見立て、重ねていくことで「戦術装備」を付与し、強化を行いながら全6層のクリアを目指していく。クリアすることで、後述するモジュールを装備するために必要なパーツ類が入手できる。難易度は「標準補給モード」と「応急補給モード」の2種類があり、難しいほどより多くの報酬が得られる。報酬の更新間隔は数週間。また、3か月ほどの期間で、新しいステージに入れ替わる。

### オペレーター特性
オペレーターには職業と職分が設定されている。オペレーターには各人に設定された攻撃（医療）範囲エリアがあり、基本的に範囲エリアを超えて攻撃することはできない。また低地専用オペレーターはそれぞれ敵をブロックできる数が決まっており、設定されたブロック数を超えて敵が来た場合は通過させてしまう。敵の中には特殊オペレーターの押し返しでないとブロック数を無視して通過する者もいるため、狙撃・術攻撃（およびスタン・減速）オペレーターの配置が重要となる。
先鋒
敵のブロック数と攻撃範囲エリアが少ないがコストは低い。主に攻撃力特化スキル（撃破）タイプとコスト回収スキルタイプに分けられ、コスト回収スキルを持つ者を序盤に配置し所持コストをより早く増やすことで高コストのオペレーターを早く配置できる。
職分としては、「突撃兵」「先駆兵」「戦術家」「旗手」「偵察兵」が存在する。
前衛
主に攻撃範囲エリアが狭いが連続攻撃や一撃が大きいタイプ、攻撃力はそこそこだが攻撃範囲エリアが広いタイプに分けられる。攻撃力が高いぶん先鋒よりもコストが少し高い。
職分としては、「強襲者」「剣豪」「闘士」「武者」「術戦士」「勇士」「教官」「鎌撃士」「領主」「解放者」「重剣士」「槌撃士」が存在する。
重装
攻撃範囲エリアが1と小さいが敵のブロック数とHPが多く、敵に侵入されないための堰き止め役となり、敵を溜めた所に狙撃や術攻撃を撃ち込むという連携の主軸となる。
職分としては、「重盾衛士」「術技衛士」「庇護衛士」「決闘者」「破壊者」「堅城砲手」「哨戒衛士」が存在する。
狙撃
主に遠距離からの物理攻撃を主体とする。単体攻撃、複数攻撃タイプに分かれる。弓矢や銃の攻撃が主だが「物理攻撃」として処理される。
職分としては、「速射手」「散弾射手」「精密射手」「破城射手」「榴弾射手」「投擲手」「戦術射手」「狩人」「旋輪射手」が存在する。
術師
主に遠距離からの術攻撃を主体とする。単体攻撃、範囲攻撃タイプに分かれる。攻撃エフェクトは炎や氷など多彩だが属性は無く単に「術攻撃」として処理される。
職分としては、「中堅術師」「法陣術師」「拡散術師」「秘術師」「爆撃術師」「操機術師」「連鎖術師」「本源術師」が存在する。
医療
HPの回復役。単体回復、複数回復タイプ、一定ポイント回復、徐々に回復する「リジェネ」タイプと回復の種類も多様。
職分としては、「医師」「放浪医」「群癒師」「呪癒師」「療養師」「連鎖癒師」が存在する。
補助
攻撃力は低いが敵の足止めをしたり、敵の防御力や攻撃力を下げる「デバフ」、敵の進行速度を遅らせる「減速」、味方のステータスアップ「バフ」効果など戦闘の補助を行う。そのほかに召喚物を駆使するオペレーターもいる。
職分としては、「緩速師」「祈祷師」「呪詛師」「召喚師」「吟遊者」「工匠」「祭儀師」が存在する。
特殊
再配置までの時間（クールタイム）が極端に短い「高速再配置」、敵を突き飛ばす「強制移動」、敵に攻撃され難い「隠密」など上記オペレーターとは違った特性を持つオペレーター群。特に強制移動タイプは近距離・遠距離どちらも配置できる。
職分としては、「執行者」「潜伏者」「罠師」「行商人」「鉤縄師」「傀儡師」「推撃手」「鬼才」が存在する。
スキル
オペレーターにはスキルポイント（以下SP）が存在し、様々な条件で戦闘中にSPが満杯になるとスキルを発動することができる。自動と手動の2種類があり、自動の場合はゲージが貯まると即座に、手動の場合は発動可能時にオペレーターの頭上に黄色丸に雷のマークが現れ、任意のタイミングで発動できる。
レベルと信頼度
オペレーターはレベルが上がるほど攻撃力、防御力などが増すが、信頼度によってもステータスが変化する。オペレーターが最大限のステータスを発揮するには、信頼度が100%を超えていなければならない。詳しくは後述。

### 戦友
いわゆるフレンド。戦友になることで色々な恩恵を受けられる。最大100人までフレンドになれる。
個人情報
戦友に開示される情報。作戦進歩、家具所有数、合計雇用数などが確認可能。
戦友一覧
協力プレイしている戦友の管理や訪問（後述）を行える。
戦友追加
戦闘のサポートなどで戦友依頼をした場合、もしくはされた場合、承認するか、承認されれば戦友となる。
サポート
戦闘にサポート（助っ人）として提供できるオペレーターとスキルを最大3人選択できる。

### 任務
クリアすることで報酬が入手可能。
毎日任務
任務をクリアすることで作戦記録や龍門幣などの報酬が入手可能。毎朝午前4時にリセットされる。
週間任務
仕様は毎日任務と同様だが、報酬は毎日任務よりも多くなっている。毎週月曜日の午前4時にリセットされる。
主要任務
メインストーリーをクリアすることで報酬が入手可能。毎日任務、週間任務と違いリセットされない。
研修任務
初心者向けの簡単な任務をクリアすることで報酬が入手可能。主要任務と同じくリセットされない。全ての任務をクリアすることで、オペレーターのテキサスが加入する。

### 人事
人事では今までに手に入れたオペレーターを確認できるほか、オペレーターの強化を行える（信頼度は人事では強化できない）。
レベルアップ
レベルアップは作戦記録と龍門幣で行う。レベル上限はレアリティによって変わる。レアリティが星3以上のオペレーターは、レベル上限まで育成すると次に解説する昇進が行える。
昇進と素質
レアリティ星3以上のオペレーターは昇進に必要なレベルに達すると、昇進に必要な龍門幣・Socと必要な昇進素材を満たすと昇進が行え、昇進のXマークが最初は中抜き→昇進1で白→昇進2でXが2個重なったマークとなり昇進度合いが判断できる。レアリティ星4以上のオペレーターは、昇進すると次に述べるスキルの第2（第3）が開放される。また、昇進するとオペレーターが所持している、戦闘や基地機能で常時発動している「素質」が上昇したり新しい素質が開放されたりする。
潜在
購買部やスカウト（後述）で獲得したオペレーターが既に存在している場合に「潜在」が上昇する（上限6）。主に攻撃力などのステータスアップやコスト減少などで、獲得する内容は獲得毎に異なる。
スキル
スキルの種類は星3レアリティキャラは1つ、星4は2つ、星5以上は3種類のスキルが選べる。戦闘に使用できるスキルは1個のみ。星3レアリティはレベル7までだが、星4レアリティ以上のオペレーターは基地に設置した「訓練室」で個々のスキルをレベル7を超えた特化3までレベルアップできる。
信頼度
戦闘をクリアすると、編成したオペレーター全員にステージに応じた「（ドクターへの）信頼度」が付与される。上限は200%。信頼度が上昇するとレベルアップとは別に、信頼度100%まで攻撃力などのステータスが上昇し、一定の数値まで上がるとボイスや（人事）プロファイルの追加、各陣営やチーム別で合計された信頼度で購買部（後述）には売られていないユニーク家具が得られる。
戦闘以外にも基地機能でのハイタッチで信頼度も得られる（後述）。
モジュール
昇進2以上、一定のレベル、信頼度100以上の条件を満たしたオペレーターに装備できる。装備するには特殊な任務の達成のほかに、モジュールデータ、素材、龍門幣が必要。装備することで、オペレーターのステータスアップや特性の強化などの効果が得られる。また、モジュールそのものの強化も可能。

## 基地機能
メインシナリオ0-11をクリアすると「基地」機能が開放される。
基地機能の基本
- 基地機能が開放されると、龍門弊の元となる純金や作戦記録、昇進素材の製造およびスキルの特化、他プレイヤーとの協力が可能になる。
- オペレーターは各々に「基地スキル」を有しており、スキルが有効な施設に配置すると時間短縮や生産効率上昇、生産物のストック上昇などが発揮される。スキルを有しないオペレーターも配置できるが、上昇する効率は低い。
- オペレーターを施設に配置すると体力を消耗する。体力の上限は24で、時間経過により減少する。これを全て消費すると「疲労」状態となり、効率が下がったり最悪は施設の稼働が停止するので、オペレーターを交代して休憩所で休ませる。
- 日本時間（JST）の4時から24時間の任意で「ハイタッチ」する機能があり、基地をズームしてオペレーターをタップ、もしくは基地アラームから「信頼獲得」をタップすると信頼度が上昇する。
- 作成できる施設は制御中枢を中央とした場合、その下に休憩所4階層、左側には発電所・製造所・貿易所が3階層（計9箇所）、右側に加工所・事務室・訓練室が1室ずつ配置できる。制御中枢と右側の応接室は最初から存在。
- 施設の拡張やレベルアップには建築材料とドローンを使用する。建築材料は戦闘や購買部で得た炭素材を使用して作成し、任意の場所をドローンで整理してから施設を建造する。左側の施設は建設後に取り壊しも可能で、生産物の量や種類、貿易量などを考慮して変化させられるが、建て替えた場合の施設のレベルは1からとなる。

### 施設
制御中枢
最大配置数5人。基地の根幹と効率に関わる施設。施設のレベル上限は制御中枢のレベルに依存し、制御中枢のレベルを超えて施設のレベルアップはできない。また「管理補佐」機能があり、補佐の長1名とその下に4名を任命でき、管理補佐に指名したオペレーターは16時以降にハイタッチ時のオペレーターとは別のハイタッチができ、信頼度が上昇する。
発電所
1箇所の最大配置数1人。基地の発電施設。施設は発電所の最大電力量を超えての建築・レベルアップはできない。オペレーターを配置しなくても自動で発電しているが、ドローンを使用した時にオペレーターを配置すると、ドローンの充電効率が上昇する。レベルアップで発電量が上昇する。
製造所
1箇所の最大配置数3人。作戦記録、金属、上級Soc、原石材料を製造する。
貿易所
1箇所の最大配置数3人。製造した金属を龍門弊と交換したり、原石材料を人材発掘に必要な原石に交換する施設。
応接室
1箇所の最大配置数2人。戦友とのオンライン協力プレイに関わる唯一の施設である。
オペレーターを配置すると各企業や団体などの「手がかり」が7種類ランダムで入手でき、7種類全て揃うと「情報共有」状態となり、戦友が訪問するとフレンドポイント（以下FP）が得られる。また得られた手がかりが同じ種類で複数個ある場合、戦友の基地を訪問し「譲り渡す」ことが可能で、お互いに手がかりを補完しあえる。この時もFPが付加される。戦友が居ない場合でも情報共有でのFPは得られる。
「戦友一覧」で協力プレイしている戦友の応接室を訪問し、相手が「情報共有」している場合にはFPを獲得（最大10人）。
ここで得られたFPは購買部で様々な物品と交換可能（後述）。
加工所
1箇所の最大配置数1人。建築材料・昇進素材・アーツ学・Soc・家具パーツの製造を行う。
事務室
1箇所の最大配置数1人。公開求人（後述）時に募集条件であるタグをリセットする「連絡」を最大3個まで製造する。
訓練室
1箇所の最大配置数は訓練者・協力者各1人。星4レアリティ以上の訓練者のスキルをレベル7を超えて「特化」する施設。協力者を配置することにより時間が短縮できる。
宿舎
1箇所の最大配置数5人。基地の労働によって疲労したオペレーターを休ませる施設。家具を配置することにより「快適度（回復力）」と管理補佐に与えられる信頼度のパーセンテージが変化する。家具は後述する購買部の「インテリア」で購入するが、戦闘でも稀にレア家具がドロップする。

## 購買部とスカウト

### 購買部
運営しているのはクロージャ。アイテム課金や物々交換に関わる施設。
純正原石購入
課金によって各種アイテムや人材発掘に使用する「純正原石」を購入できる。
パック
各種アイテムのセットを購入できる。
ファッション
オペレーターのコーデ（スキン）を購入できる。
資格交換所
公開求人と人材発掘（後述）などで得た「資格」をアイテムやオペレーターと交換できる。
インテリア
家具パーツによって基地の宿舎に配置する家具を購入できる。
FP交換所
前述したFPを各種アイテムに交換できる。

### 公開求人と人材発掘
オペレーターはスカウト（ガチャ）で募集し「人材ファイル」として表示される。公開求人と人材発掘に分けられる。既に所属しているオペレーターが出てきた場合、人材ファイル6個までは「潜在」としてステータス上昇などに寄与するが、7個目以上は「印」となり、購買部の資格証と交換となる。
公開求人
所謂「無料ガチャ」に相当する。求人票と龍門幣を使用し、自分が欲しいオペレーターの条件を最大3個選択して募集する。募集期間が長い（最大9時間）ほど高いレアリティのオペレーターが得られる。求人条件タグはランダム。事務室で得た「連絡」がある場合はタグをリセットできる。緊急招集票がある場合、募集時間を短縮し即座に採用できる。
人材発掘
純正原石の変換または強襲作戦で得た「合成玉」で人材を発掘する、所謂「通常ガチャ」に相当する。「スカウト券」でも1回ずつ利用できる。主に、一般的なガチャであるスタンダードスカウト、実装時期が古いオペレーターのみが排出される中堅スカウト、期間限定オペレーターが排出されるいわゆる限定ガチャのリミテッドスカウトが存在する。

## その他の機能

### 情報
「情報」に「人物ファイル」「コーデカタログ」「情報処理室」「栄光の軌跡」「敵図鑑」が集約されている。
人物ファイル
ドクターを中心に、各小隊・企業や勢力別に人物相関図が描かれている。プレイヤーが所持しているオペレーターをタップすると詳細が閲覧できる。所持していないオペレーターは影絵に「???」マークとなっている。
コーデカタログ
ゲームのリリースから発表されているオペレーターのコーデが全て閲覧でき、購入可能な場合は左上にショッピングカートのマークがあり、購買部でなくてもここで購入が可能。リリース順とブランド順に切り替えができる。所持していないオペレーターのコーデも購入可能。
情報処理室
ゲームのリリースから行われている期間イベントのうち、プレイヤーがクリアした（一度見た）ストーリーがここで再度見られる。「公共事業実録（ロドスが直接関与した事件・事象）」「特殊行動記録（オペレーターをより深く掘り下げたエピソード）」に分けられており、公共事業実録のストーリーはプレイヤーがクリアできなかったステージは閲覧できず、該当するイベントが開催されていないと最終話が見られない。特殊行動記録も同様にイベントで開放しないとストーリーが見られない。
栄光の軌跡
様々な条件やイベントをクリアした際に得られる「勲章」の集積所。得られた勲章は抽出して六角形のマスに並べて置ける。
敵図鑑
プレイヤーが今まで遭遇した敵の名前と詳細、各種耐性や攻撃方法、特徴が閲覧できる。出会ったことの無い敵は錠のマークに「調査中」となっている。
訓練場
いわゆるチュートリアルの一種で、索敵方法や、状態異常や強制移動などの様々なシステムを学べる。

### 秘書
ホーム画面のオペレーター（デフォルト状態はアーミヤ）の左横のボタンで秘書（および秘書のファッション）を変更できる。秘書に指名できるのは所持しているオペレーターのみ。位置やサイズも変更可能。秘書に指名しても信頼度やステータスの上昇は無いが、オペレーターや台詞欄をタップすると様々なボイスを喋る。喋る内容の中には個人の出自やドクターとの関わりなど重要な台詞もある。

### 倉庫
アイテムが保管されている場所。3つのカテゴリで区分分けされている。
消耗品
理性回復剤などの消耗品が保管されている。
貴重品
純正源石、合成玉などの貴重品が保管されている。
素材
素材が保管されている。作戦記録や印もここに含まれる。

### その他
ホーム画面右上に「設定」「お知らせ」「（運営からの）メール」「ログインボーナス一覧」が閲覧できる。メールはペンギン急便からの配送という体になっている。

## 声優と担当キャラクター
あ行
- 逢田梨香子 - クォーツ
- 藍原ことみ - エラト
- 青木志貴 - ダグザ
- 赤尾ひかる - バブル
- 明坂聡美 - オーロラ
- 朝井彩加 - リェータ
- 浅倉杏美 - カーディ、スペクター、帰溟スペクター
- 浅利遼太 - オッダ
- 阿澄佳奈 - スノーズント
- 阿部敦 - Castle-3、スポット
- 阿部菜摘子 - グレインバッズ
- 天野聡美 - シーン
- 荒川美穂 - セイロン
- 安済知佳 - パゼオンカ
- 飯田友子 - チューリップ
- 井口裕香 - サリア、ハイビスカス、濯塵ハイビスカス
- 池澤春菜 - ブリーズ
- 池田秀一 - Friston-3
- 石上静香 - チェン、遊龍チェン
- 石川界人 - ソーンズ
- 石川由依 - ナイチンゲール、リスカム
- 石田彰 - ファントム
- 石田嘉代 - アンダーフロー
- 石原夏織 - ヘビーレイン
- 伊瀬茉莉也 - マゼラン
- 伊藤彩沙 - ビーンストーク
- 伊藤かな恵 - リン
- 伊東健人 - インサイダー
- 伊藤静 - シュヴァルツ
- 井上喜久子 - リィン
- 井上ほの花 - ハニーベリー
- 井上麻里奈 - パラス
- 今井麻美 - ラップランド、荒蕪ラップランド
- 石見舞菜香 - エクシア、ワルファリン
- 植田佳奈 - スカイフレア
- 植田ひかる – ポデンコ
- 上田瞳 - アッシュロック
- 上田麗奈 - ロサ
- 内田真礼 - マドロック
- 内田雄馬 - レッシング
- 内山夕実 - アカフユ
- 遠藤綾 - ヴィルトゥオーサ
- 逢坂良太 - エーベンホルツ
- 桜咲千依 - ポプカル
- 大下菜摘 - ハイモア
- 大空直美 - ティフォン
- 大津愛理 - オーキッド、マトイマル
- 大野柚布子 - ウォーミー
- 大橋彩香 - アンジェリーナ
- 大原さやか - ツキノギ、ペナンス
- 大和田仁美 - ミント
- 小倉唯 - ロスモンティス
- 小野賢章 - エンフォーサー
- 小野大輔 - ウルピアヌス
- 緒乃冬華 - コールドショット
- 小野友樹 - シェーシャ
- 小野涼子 - ロビン
- 折笠富美子 - フィアメッタ

か行
- 甲斐田裕子 - レイズ
- かかずゆみ - ハーモニー
- 加隈亜衣 - フランカ、フロストリーフ
- 影山灯 - ドゥリン、プロヴァンス
- 梶裕貴 - エアースカーペ
- 金田アキ - ベースライン
- 金子真由美 - アンセル、モーガン
- 金元寿子 - フィリオプシス
- 亀谷理子 - ロベルタ
- 茅野愛衣 - プラチナ（初代）[注 33]
- 川澄綾子 - シージ、ヴィーナ・ヴィクトリア
- 河西健吾 - アドナキエル、ノイルホーン、レウスSノイルホーン
- 川原元幸 - 	Stormeye
- 神原大地 - ディアマンテ
- 木内秀信 - ブリキ
- 岸尾だいすけ - コロセラム
- 北島瑞月 - プラチナ（2代目）[注 33]
- 喜多村英梨 - ビーズワクス、カーネリアン
- 鬼頭明里 - サイレンス、淬羽サイレンス
- 喜屋武和輝 - ヒューマス
- 釘宮理恵 - アイリーニ
- 楠大典 - Sharp
- 久保ユリカ - クロワッサン
- 久保田梨沙 - ルナカブ
- 黒沢ともよ - アーミヤ、アーミヤ(前衛)、アーミヤ(医療)
- 黒瀬ゆうこ - カシャ
- 桑島法子 - ユーネクテス
- 桑原由気 - シデロカ
- 高野麻里佳 - ラ・プルマ
- 小清水亜美 - ズィマー、レッド
- 寿美菜子 - チューバイ
- 後藤沙緒里 - ウィスパーレイン
- 小西克幸 - シルバーアッシュ
- 小林沙苗  - サガ
- 小林親弘 - トター
- 小林裕介 - ルーメン
- 小林ゆう - ワイフー
- 小原莉子 - マルベリー
- 小山力也 - ムリナール
- 近藤隆 - イグゼキュター、聖約イグゼキュター
- 近藤玲奈 - フォリニック

さ行
- 齋藤彩夏 - ヴァーミル
- 斉藤壮馬 - レオンハルト
- 斎藤千和 - メイヤー
- 斉藤佑圭 - カンタービレ
- 阪口大助 - ブライオファイタ
- 佐倉綾音 - ニアール、耀騎士ニアール、ゴールデングロー
- 佐倉薫 - アンドレアナ
- 櫻井孝宏 - パッセンジャー
- 篠原侑 - パプリカ
- 佐藤元 - カニパラート
- 佐藤聡美 - ドロシー
- 佐藤詩乃 - フィラエ
- 佐藤拓也 - 12F、ミッドナイト
- 佐藤利奈 - ヴァルカン、スカジ、濁心スカジ
- 沢城みゆき - ホルハイヤ
- 三瓶由布子 - ア
- 汐谷文康 - ミトム
- 志田有彩 - サンタラ
- 島﨑信長 - テキーラ
- 清水理沙 - シャイニング
- 下田麻美 - Lancet-2、ヴィグナ
- 下地紫野 - テンニンカ
- 白井悠介 - ジェイ
- 白石晴香 - アイリス
- 白石涼子 - クリフハート、フェン、歴陣鋭槍フェン
- 白砂沙帆 - アステジーニ
- 真堂圭 - アスベストス
- 杉浦しおり - バニラ
- 鈴木達央 - アオスタ
- 鈴木千尋 - スチュワード
- 鈴木みのり - ソラ
- 鈴代紗弓 - ジャッキー
- 諏訪彩花 - クオーラ、マンティコア、ガヴィル、百錬ガヴィル
- 諏訪部順一  - ウユウ
- 関俊彦 - チョンユエ
- 関口理咲 - デルフィーン
- 関根明良 - ハイディ
- 関根瞳 - ニンフ
- 瀬戸麻沙美 - ケオベ
- 芹澤優 - アーモンド
- 仙台エリ - トギフォンス
- 千本木彩花 - クラウンスレイヤー
- 園崎未恵 - エフイーター

た行
- 大地葉 - スカベンジャー、ディピカ
- 高田憂希 - U-Official
- 髙野麻美 - クエルクス
- 高橋美佳子 - トミミ
- 髙橋ミナミ - ウィスラッシュ
- 高橋李依 - ナイトメア、パフューマー
- 高梨謙吾 - パズル
- 高森奈津美 - グム、ムース
- 高山みなみ - デーゲンブレヒャー
- 宝木久美 - ルトナダ
- 武内健 - ボビング
- 武内駿輔 - マッターホルン、レンジャー
- 竹達彩奈 - W、ウィシャデル
- 武田華 - メラナイト
- 橘杏咲 - パピルス
- 立花慎之介 - シャレム
- 立花日菜 - プリン
- 立花理香 - グラベル、プリュム
- 橘六夏 - コントレイル
- 田所あずさ - クルース、寒芒クルース、テキサス、血掟テキサス
- 田中美海 - エイプリル
- 種﨑敦美 - アズリウス、ドーベルマン
- 種田梨沙 - エイヤフィヤトラ、メテオリーテ、純燼エイヤフィヤトラ
- 田村ゆかり - ミュルジス
- 千菅春香 - ロックロック
- 千葉翔也 - チェストナット
- 津田里穂 - パインコーン
- 恒松あゆみ - イネス
- 寺島拓篤 - ステインレス
- 寺島惇太 - フィグリーノ
- 照井春佳 - ススーロ
- 富樫美鈴 - ヴァラルクビン
- 徳井青空 - スワイヤー、琳琅スワイヤー
- 戸松遥 - サイラッハ
- 富田美憂 - カフカ
- 戸谷菊之介 - サンドレコナー
- 豊口めぐみ - ホルン
- 豊崎愛生 - バグパイプ
- 豊永利行 - ズオ・ラウ
- 鳥海浩輔 - ブローカ
- 飛田展男 - サンクタ・ミクサパラト

な行
- 中井和哉 - マウンテン
- 長沢美樹 - アスカロン
- 中島唯 - アシッドドロップ
- 長縄まりあ - ウィーディ
- 中野さいま - トゥイェ
- 中原麻衣 - ブレイズ
- 中村カンナ - ポンシラス
- 中村悠一 - エンカク
- 名塚佳織 - アステシア、レイ
- 生天目仁美 - グレイディーア
- 南條愛乃 - シュウ
- 南里侑香 - シヴィライト・エテルナ
- 西田望見 - アンブリエル
- 新田杏樹 - ワンチィン
- 野上翔 - ミニマリスト
- 野田順子 - ブラックナイト
- 能登麻美子 - リード、焔影リード
- 野中藍 - グラウコス

は行
- 羽多野渉 - キアーベ
- 花井美春 - ケイパー
- 花澤香菜 - ブレミシャイン
- 花守ゆみり - イフリータ
- 早見沙織 - プラマニクス
- 速水奨 - ヘラグ
- 原優子 - インドラ、ビーハンター、メランサ
- 春野杏 - キララ
- 春村奈々 - シラユキ、ビーグル
- 日笠陽子 - ケルシー
- 久川綾 - イェラ
- 美藤大樹 - ヴァーダント
- 日野聡 - ウン
- 氷青 - インディゴ
- 平井祥恵 - サベージ（2代目）[注 34]
- 平川大輔 - クーリエ
- 平田宏美 - ウィンドチャイム
- 平野綾 - フレイムテイル
- 広橋涼 - ジェシカ、ショウ、滌火ジェシカ
- 深田愛衣 - ルシーラ
- 深見梨加 - キャサリン
- 深町季生 - アロマ
- 福圓美里 - グレースロート
- 福原綾香 - メテオ
- 福山潤 - ロゴス
- 藤田茜 - バイビーク、シャマレ
- 藤田咲 - ヤトウ、キリンRヤトウ
- 藤村歩 - サベージ（初代）、ロープ（初代）[注 34]
- 藤原夏海 - ジェユン
- 渕上舞 - グレイ、承曦グレイ
- 細谷佳正 - ヘドリー
- 堀江由衣 - スルト
- 本多真梨子 - カゼマル
- 本渡楓 - スズラン

ま行
- 松井恵理子 - ファイアーホイッスル
- 松岡禎丞 - アレーン
- 三浦千幸 - ロープ（2代目）[注 34]
- 三木眞一郎 - リー
- 水樹奈々 - モスティマ
- 水橋かおり - メイ、ラヴァ、炎獄ラヴァ
- 三石琴乃 - ウルピスフォリア
- 緑川光 - THRM-EX、ノーシス
- 皆川純子 - カタパルト、バイソン
- 水瀬いのり - アルケット
- 三森すずこ - ファートゥース
- 三宅麻理恵 - セイリュウ
- 宮元悠里 - スプリア
- 村川梨衣 - アブサント
- 村瀬歩 - ミヅキ
- 村中知 - ワイルドメイン
- 森久保祥太郎 - エリジウム（初代）[注 35]
- 森永千才 - ベナ
- 森なな子 - ジュナー

や行
- 矢口アサミ - Pith
- 八代拓 - ウインドフリット
- 安野希世乃 - ホシグマ
- 安元洋貴 - ツェルニー
- 矢作紗友里 - カッター
- 山岡ゆり - コンヴィクション
- 山崎たくみ - ハロルド
- 山崎はるか - グラニ
- 山中真尋 - エリジウム（2代目）[注 35]
- 山村響 - フリント
- 山本希望 - エステル
- 悠木碧 - アーススピリット、イースチナ、ニェン
- 優木かな - ギターノ、ミルラ
- 結木梢  - セメント
- ゆかな  - シー
- 行成とあ - ケストレル
- ゆきのさつき - ジャスティスナイト、ナラントゥヤ
- 柚木涼香 - Touch
- 吉岡茉祐 - ウタゲ
- 吉野裕行 - イーサン
- 米澤円 - プロヴァイゾ

ら行
- ルゥ・ティン - ファイヤーウォッチ、ヘイズ

わ行
- 和久井優 - ヴァンデラ
- 渡辺久美子 - PhonoR-0

英字
- KENN - ヴィジェル
- Machico - ペペ
- M・A・O - ヴィヴィアナ

## コラボレーション
レインボーシックス シージ
開催期間：2021年8月18日 - 9月1日
サイドストーリー「オペレーション オリジニウムダスト」が開催。
期間中、以下の4名が入手可能だった。
- Ash

声 - Patricia Summersett
- Blitz

声 - Christopher J. Doming
- Frost

声 - Julie Tamiko Manning
- Tachanka

声 - Vlado Stokanic
WWF（世界自然保護基金）
開催期間：2022年5月19日 - 6月2日
「清流湧水パック」と「自然保全パック」を販売。パックの売上の70%はWWFに寄付される。
九色鹿（A Deer of Nine Colors）
開催期間：2022年7月14日 - 24日
期間限定スタンプラリー「吉兆降臨」が開催。
期間中、以下のキャラクターが入手可能だった。
- 九色鹿

声 - 杨梦露
羅小黒戦記
開催期間：2023年4月7日 - 14日
オムニバスストーリー「また会えたね」が開催。
期間中、以下のキャラクターが入手可能だった。
- 羅小黒

声 - 花澤香菜
モンスターハンター
開催期間：2023年9月7日 - 21日
サイドストーリー「紅炎遣らう落葉」が開催。
期間中、以下のキャラクターが入手可能だった。
- キリンRヤトウ

声 - 藤田咲
- レウスSノイルホーン

声 - 河西健吾
レインボーシックス シージ（2回目）
開催期間：2024年9月5日 - 19日
サイドストーリー「オペレーション ルーセントアローヘッド」が開催。
期間中、以下の4名が入手可能だった。
- Ela

声 - Monica Nowak
- Doc

声 - Alex Ivanovici
- Iana

声 - Clare McConnell
- Fuze

声 - Gabriel Furmen
ダンジョン飯
開催期間：2025年3月10日 - 24日
サイドストーリー「テラ飯」が開催。
期間中、以下の4名が入手可能だった。
- マルシル

声 - 千本木彩花
- ライオス

声 - 熊谷健太郎
- チルチャック

声 - 泊明日菜
- センシ

声 - 中博史

## テレビアニメ
2021年10月24日、第1期となるシーズン01『黎明前奏』の制作が発表された。『アークナイツ【黎明前奏/PRELUDE TO DAWN】』のタイトルで2022年10月から12月までテレビ東京ほかにて放送された。全編を通してシネマスコープ（横2.35：縦1の画面アスペクト比）で制作されている。
第1期放送終了後には第2期『アークナイツ【冬隠帰路/PERISH IN FROST】』の制作が発表され、2023年10月から11月までテレビ東京ほかにて放送された。
第3期『アークナイツ【焔燼曙明/RISE FROM EMBER】』は2024年4月に制作が発表された。2025年7月4日よりTOKYO MXほかにて放送中。

### 制作（テレビアニメ）
監督には本作がテレビシリーズ初めてとなる渡邉祐記が起用された。
テレビアニメ版は企画の時点から第2期があることを前提としており、第2期の準備は第1期の放送期間中に行われていた。
もともと本作は原作の段階から世界観が濃厚かつテキスト量が多いことからアニメ化が難しいのではないかとみられていた。それに加えて原作では時系列が混在することもあったため、監督を務めた渡邉祐記も、制作にあたってはシリーズ構成に苦労したことをメディア合同インタビューの中で明かしており、「『どの話数で、どの内容を見せていくか』という点において、かなり議論を重ねました」とも話している。また、テレビアニメ版の製作スタッフは映像で物語を完結させるべきという考えを持っていたため、物語の続きを別メディアに誘導するという手法が使えなかった。さらに、テレビアニメ化においては原作未プレイの視聴者が理解できるようにする必要があり、アニメ化すべき範囲については細心の注意が払われた。
テレビアニメ化に際しては原作のシナリオを読み込んだうえでその解釈をアニメ化するという手法が取られた。また、原作における「アーツ」はファンタジーな要素として解釈され、効果音は生音ではなく合成音が用いられた。一方、戦闘シーンにおいては視聴者に刺激を与えるだけの派手な要素は排され、必然性に重きが置かれた。
テレビアニメ化に際しては没入感も重要視された一方、内容が補完された箇所もある。
さらに、第2期では登場人物数が増えることに伴い、作業量やストーリーが広がってしまうため、全体の情報を整理整頓する必要が出てきた。
第2期には「組織と個」というテーマがあり、中間管理職も含めて「組織のリーダー」主題としたシナリオが多い。第2期に登場するスノーデビル隊はロドス側にとって理解不能な存在として描かれており、音響面においても攻撃時の掛け声や走行時の息遣いといった演出が排されている。一方、第10話はスノーデビル隊の一員であるフロストノヴァを第三者の視点で描いた内容となっており、彼女以外のスノーデビル小隊のキャラクターの顔が描かれていなかった。

### スタッフ
|                                   | 第1期                                                 | 第2期                                                 | 第3期                                                 |
| --------------------------------- | ----------------------------------------------------- | ----------------------------------------------------- | ----------------------------------------------------- |
| 原作                              | Hypergryph / Studio Montagne                          | Hypergryph / Studio Montagne                          | Hypergryph / Studio Montagne                          |
| キャラクター原案                  | 唯@W                                                  | 唯@W                                                  | 唯@W                                                  |
| 監督・音響監督                    | 渡邉祐記                                              | 渡邉祐記                                              | 渡邉祐記                                              |
| 副監督                            | 西川将貴                                              | 西川将貴                                              | 西川将貴                                              |
| 副監督                            | N/A                                                   | 道解慎太郎                                            | N/A                                                   |
| キャラクターデザイン              | 高藤彩                                                | 高藤彩                                                | 高藤彩                                                |
| プロップデザイン                  | 若山温                                                | 若山温                                                | 若山温                                                |
| プロップデザイン                  | N/A                                                   | 清水海都                                              | N/A                                                   |
| 色彩設計                          | 後藤恵子                                              | 後藤恵子                                              | 後藤恵子                                              |
| 美術設定                          | 坂本竜                                                | 坂本竜                                                | 坂本竜                                                |
| 美術監督                          | 大西穣                                                | 大西穣                                                | 大西穣                                                |
| 撮影監督                          | 棚田耕平                                              | 棚田耕平                                              | 蔡彩云、棚田耕平                                      |
| 編集                              | 重村建吾                                              | 重村建吾                                              | 重村建吾                                              |
| 音楽                              | 林ゆうき                                              | 林ゆうき                                              | 林ゆうき                                              |
| 音楽制作                          | レジェンドア                                          | レジェンドア                                          | レジェンドア/グラウンディングラボ                     |
| 音楽制作                          | N/A                                                   | 懐刀                                                  | N/A                                                   |
| 音楽プロデュース                  | N/A                                                   | 島津真太郎                                            | 島津真太郎                                            |
| プロデューサー                    | 實川昂太、顶超 、裴衍杰                               | 實川昂太、顶超 、裴衍杰                               | 實川昂太、顶超 、裴衍杰                               |
| プロデューサー                    | 王卫琦、董姍、柴田進                                  | Ametora、陈卓、李晓禹、王一雄                         | Ametora、陈卓、李晓禹、王一雄                         |
| プロデューサー                    | N/A                                                   | N/A                                                   | 张心怡                                                |
| アニメーション プロデューサー     | 畑岳央                                                | 畑岳央                                                | 畑岳央                                                |
| 制作統括                          | 稲垣亮祐                                              | 稲垣亮祐                                              | 稲垣亮祐                                              |
| シリーズ構成・ アニメーション制作 | Yostar Pictures                                       | Yostar Pictures                                       | Yostar Pictures                                       |
| 製作                              | Hypergryph / Studio Montagne、Yostar、Yostar Pictures | Hypergryph / Studio Montagne、Yostar、Yostar Pictures | Hypergryph / Studio Montagne、Yostar、Yostar Pictures |

### 主題歌
「Alive」
ReoNaによる第1期オープニングテーマ。作詞はruiとReona、作曲はrui、編曲は堀江晶太。
「BE ME」
Doulによる第1期エンディングテーマ。作詞はDoulとKonnie Aoki、作曲・編曲はDoulとURU。
「ACHE in PULSE」
MYTH & ROIDによる第2期オープニングテーマ。作詞・作曲・編曲はMYTH & ROID。
「R.I.P.」
ReoNaによる第2期エンディングテーマ。作詞はハヤシケイ、作曲・編曲は毛蟹、ブラスアレンジは宮野幸子。
「Fleeting Wish」
フロストノヴァ（高垣彩陽）による第16話エンディングテーマ。作詞は藤澤仁、作曲・編曲は林ゆうき、ストリングスアレンジは門脇大輔。
「Lullabye 」
フロストノヴァ（高垣彩陽）による第10・16話挿入歌。日本語詞は五阿弥ルナ、作曲はObadiah Brown-Beach、編曲は林ゆうき。
「End of Days」
ReoNaによる第3期オープニングテーマ。
「Truth」
糸奇はなによる第3期エンディングテーマ。作詞作曲は糸奇はな、編曲は兼松衆。

### 各話リスト
| 話数                                  | サブタイトル                          | 脚本                                  | コンテ                                | 演出                                  | 作画監督 | 初放送日                              |                                       |                                       |                                       |                                       |                                       |                                       |                                       |                                       |                                       |                                       |                                       |                                       |                                       |                                       |                                       |                                       |                                       |                                       |
| 第1期『【黎明前奏/PRELUDE TO DAWN】』 | 第1期『【黎明前奏/PRELUDE TO DAWN】』 | 第1期『【黎明前奏/PRELUDE TO DAWN】』 | 第1期『【黎明前奏/PRELUDE TO DAWN】』 | 第1期『【黎明前奏/PRELUDE TO DAWN】』 | 第1期『【黎明前奏/PRELUDE TO DAWN】』 | 第1期『【黎明前奏/PRELUDE TO DAWN】』 | 第1期『【黎明前奏/PRELUDE TO DAWN】』 | 第1期『【黎明前奏/PRELUDE TO DAWN】』 | 第1期『【黎明前奏/PRELUDE TO DAWN】』 | 第1期『【黎明前奏/PRELUDE TO DAWN】』 | 第1期『【黎明前奏/PRELUDE TO DAWN】』 | 第1期『【黎明前奏/PRELUDE TO DAWN】』 | 第1期『【黎明前奏/PRELUDE TO DAWN】』 | 第1期『【黎明前奏/PRELUDE TO DAWN】』 | 第1期『【黎明前奏/PRELUDE TO DAWN】』 | 第1期『【黎明前奏/PRELUDE TO DAWN】』 | 第1期『【黎明前奏/PRELUDE TO DAWN】』 | 第1期『【黎明前奏/PRELUDE TO DAWN】』 | 第1期『【黎明前奏/PRELUDE TO DAWN】』 | 第1期『【黎明前奏/PRELUDE TO DAWN】』 | 第1期『【黎明前奏/PRELUDE TO DAWN】』 | 第1期『【黎明前奏/PRELUDE TO DAWN】』 | 第1期『【黎明前奏/PRELUDE TO DAWN】』 | 第1期『【黎明前奏/PRELUDE TO DAWN】』 |
| ------------------------------------- | ------------------------------------- | ------------------------------------- | ------------------------------------- | ------------------------------------- | --- | ------------------------------------- | ------------------------------------- | ------------------------------------- | ------------------------------------- | ------------------------------------- | ------------------------------------- | ------------------------------------- | ------------------------------------- | ------------------------------------- | ------------------------------------- | ------------------------------------- | ------------------------------------- | ------------------------------------- | ------------------------------------- | ------------------------------------- | ------------------------------------- | ------------------------------------- | ------------------------------------- | ------------------------------------- |
| episode.1                             | 覚醒 Predestination                   | Yostar Pictures                       | 渡邉祐記                              | 渡邉祐記                              | 高藤彩 | 2022年 10月29日                       |                                       |                                       |                                       |                                       |                                       |                                       |                                       |                                       |                                       |                                       |                                       |                                       |                                       |                                       |                                       |                                       |                                       |                                       |
| episode.2                             | 危殆 Flame                            | Yostar Pictures                       | 渡邉祐記                              | 邵伊怡                                | 萩原弘光 于卓鹭 高藤彩 | 11月5日                               |                                       |                                       |                                       |                                       |                                       |                                       |                                       |                                       |                                       |                                       |                                       |                                       |                                       |                                       |                                       |                                       |                                       |                                       |
| episode.3                             | 帰還 Escort                           | Yostar Pictures                       | 石山タカ明 渡邉祐記                   | 前田基匡                              | 迫江沙羅 河添亜希子 高藤彩 蒲原果歩子 村上貴哉 清水海都 羅燦然 金到瑛 立野杏奈 守重蛍 永井里奈 小暮梨奈 渡邉祐記                                                                      | 11月12日                              |                                       |                                       |                                       |                                       |                                       |                                       |                                       |                                       |                                       |                                       |                                       |                                       |                                       |                                       |                                       |                                       |                                       |                                       |
| episode.4                             | 契約 Loyalty                          | 水月秋                                | 西川将貴                              | 中邑正                                | 磯野智 佐々木政勝 高藤彩 | 11月19日                              |                                       |                                       |                                       |                                       |                                       |                                       |                                       |                                       |                                       |                                       |                                       |                                       |                                       |                                       |                                       |                                       |                                       |                                       |
| episode.5                             | 信頼 Ripple                           | 水月秋                                | 道解慎太郎                            | 邵伊怡                                | 森七奈 らいす 于卓鹭 胡峰城 高藤彩 | 11月26日                              |                                       |                                       |                                       |                                       |                                       |                                       |                                       |                                       |                                       |                                       |                                       |                                       |                                       |                                       |                                       |                                       |                                       |                                       |
| episode.6                             | 急襲 Farewell                         | 水月秋                                | 西川将貴                              | 横内一樹                              | 櫻井祐哉 高藤彩 | 12月3日                               |                                       |                                       |                                       |                                       |                                       |                                       |                                       |                                       |                                       |                                       |                                       |                                       |                                       |                                       |                                       |                                       |                                       |                                       |
| episode.7                             | 邂逅 Separation                       | 水月秋                                | 西川将貴                              | 西川将貴                              | 寺尾憲治 糸山礼央 金到暎 高藤彩 | 12月10日                              |                                       |                                       |                                       |                                       |                                       |                                       |                                       |                                       |                                       |                                       |                                       |                                       |                                       |                                       |                                       |                                       |                                       |                                       |
| episode.8                             | 岐路 Departure                        | 水月秋                                | 渡邉祐記                              | 渡邉祐記                              | 高藤彩 蒲原果歩子 永井里奈 清水海都 渡邉祐記 | 12月17日                              |                                       |                                       |                                       |                                       |                                       |                                       |                                       |                                       |                                       |                                       |                                       |                                       |                                       |                                       |                                       |                                       |                                       |                                       |
| 第2期『【冬隠帰路/PERISH IN FROST】』 |                                       |                                       |                                       |                                       | |                                       |                                       |                                       |                                       |                                       |                                       |                                       |                                       |                                       |                                       |                                       |                                       |                                       |                                       |                                       |                                       |                                       |                                       |                                       |
| episode.9                             | 序歌 Conspiracy                       | Hypergryph 水月秋                     | 道解慎太郎                            | Yostar Pictures                       | 蒲原果歩子 糸山礼央 金到暎 立野杏奈 櫻井祐哉 | 2023年 10月7日                        |                                       |                                       |                                       |                                       |                                       |                                       |                                       |                                       |                                       |                                       |                                       |                                       |                                       |                                       |                                       |                                       |                                       |                                       |
| episode.10                            | 変局 Peril                            | Hypergryph 水月秋                     | 西川将貴                              | 西川将貴 山﨑立士                     | 竹本未希 山名めぐみ 村上貴哉 谷口円来 田阪千晴 川崎美穂 立野杏奈 小木曽遥 松本裕一 高藤彩 清水海都                                                                                    | 10月14日                              |                                       |                                       |                                       |                                       |                                       |                                       |                                       |                                       |                                       |                                       |                                       |                                       |                                       |                                       |                                       |                                       |                                       |                                       |
| episode.11                            | 呼応 Conceal                          | Hypergryph Yostar Pictures            | いがりたかし                          | Yostar Pictures                       | 村上貴哉 金到暎 竹本未希 寺尾憲治 守重蛍 G CHANNEL | 10月21日                              |                                       |                                       |                                       |                                       |                                       |                                       |                                       |                                       |                                       |                                       |                                       |                                       |                                       |                                       |                                       |                                       |                                       |                                       |
| episode.12                            | 未決 Salvation                        | Hypergryph Yostar Pictures            | 道解慎太郎                            | 井分詢也                              | 竹本未希 村上貴哉 山名めぐみ 川崎美穂 小木曽遥 須佐祥智 松本裕一 Nyki Ikyn Shelia Loewito                                                                                             | 10月28日                              |                                       |                                       |                                       |                                       |                                       |                                       |                                       |                                       |                                       |                                       |                                       |                                       |                                       |                                       |                                       |                                       |                                       |                                       |
| episode.13                            | 追憶 Resign                           | Hypergryph 水月秋                     | 西川将貴                              | 西川将貴                              | 村上貴哉 清水海都 守重蛍 立野杏奈 小暮梨奈 松本裕一 | 11月4日                               |                                       |                                       |                                       |                                       |                                       |                                       |                                       |                                       |                                       |                                       |                                       |                                       |                                       |                                       |                                       |                                       |                                       |                                       |
| episode.14                            | 征兆 Blooming                         | Hypergryph 水月秋                     | 西川将貴                              | 西川将貴 棚田耕平                     | 佐藤里咲 小暮梨奈 守重蛍 村上貴哉 谷口円来 山名めぐみ 須佐祥智 小木曽遥 川崎美穂 松本裕一                                                                                             | 11月11日                              |                                       |                                       |                                       |                                       |                                       |                                       |                                       |                                       |                                       |                                       |                                       |                                       |                                       |                                       |                                       |                                       |                                       |                                       |
| episode.15                            | 相識 Sacrifice                        | Hypergryph 水月秋                     | 渡邉祐記                              | 渡邉祐記                              | 村上貴哉 谷口円来 佐藤里咲 小暮梨奈 清水海都 渡邉祐記 | 11月18日                              |                                       |                                       |                                       |                                       |                                       |                                       |                                       |                                       |                                       |                                       |                                       |                                       |                                       |                                       |                                       |                                       |                                       |                                       |
| episode.16                            | 氷釈 Lullabye                         | Hypergryph 水月秋                     | 渡邉祐記                              | 渡邉祐記                              | 村上貴哉 谷口円来 小暮梨奈 清水海都 佐藤里咲 渡邉祐記 高藤彩 | 11月25日                              |                                       |                                       |                                       |                                       |                                       |                                       |                                       |                                       |                                       |                                       |                                       |                                       |                                       |                                       |                                       |                                       |                                       |                                       |
| 第3期『【焔燼曙明/RISE FROM EMBER】』 |                                       |                                       |                                       |                                       | |                                       |                                       |                                       |                                       |                                       |                                       |                                       |                                       |                                       |                                       |                                       |                                       |                                       |                                       |                                       |                                       |                                       |                                       |                                       |
| episode.17                            | 離別 Confession                       | Hypergryph 水月秋                     | 西川将貴                              | 清水海都                              | 高藤彩 守重蛍 村上貴哉 小暮梨奈 立野杏奈 Nagu 李文婧 崔芝兰 徐光咏 | 2025年 7月4日                         |                                       |                                       |                                       |                                       |                                       |                                       |                                       |                                       |                                       |                                       |                                       |                                       |                                       |                                       |                                       |                                       |                                       |                                       |
| episode.18                            | 向光 Consumables                      | Hypergryph 水月秋                     | 渡邉祐記                              | 井分詢也                              | 高藤彩 小暮梨奈 守重蛍 佐藤里咲 大空丈倭 清水海都 服部涼真 錦寛乃 劉陳軒 張硯源 蔡孟書 范言新 豪D 劉玟萓 李文婧 崔芝蘭 徐光咏 雷江龍 渡邉祐記                                         | 7月11日                               |                                       |                                       |                                       |                                       |                                       |                                       |                                       |                                       |                                       |                                       |                                       |                                       |                                       |                                       |                                       |                                       |                                       |                                       |
| episode.19                            | 兵器 Mission                          | Hypergryph 水月秋                     | 渡邉祐記 井分詢也                     | 井分詢也                              | 高藤彩 小暮梨奈 守重蛍 谷口円来 清水海都 錦寛乃 李文婧 崔芝蘭 徐光咏 Jang Han-byeol Han Hye-min 尹东梅 李泽毅 齐鶴钧 张洹 赵雪莉 冯静雯 孙景辉 周俊杰 富春 Fincrossed Studio 渡邉祐記 | 7月18日                               |                                       |                                       |                                       |                                       |                                       |                                       |                                       |                                       |                                       |                                       |                                       |                                       |                                       |                                       |                                       |                                       |                                       |                                       |
| episode.20                            | 運命 Patriot                          | Hypergryph 水月秋                     | 西川将貴                              | 西川将貴                              | 立野杏奈 守重蛍 高藤彩 大空丈倭 Fincrossed Studio 李文婧 崔芝兰 徐光咏 渡邉祐記 | 7月25日                               |                                       |                                       |                                       |                                       |                                       |                                       |                                       |                                       |                                       |                                       |                                       |                                       |                                       |                                       |                                       |                                       |                                       |                                       |
| episode.21                            | 失序 Vengeance                        | Hypergryph 水月秋                     | 西川将貴                              | 清水海都                              | 高藤彩 立野杏奈 小暮梨奈 谷口円来 大空丈倭 清水海都 曾品喬 蔡孟書 范言新 蔣平翊 劉玟萓 李育蓁 豪D 日堯 张筱北 李泽毅 齐鶴钧 冯静雯 孙景辉 尹东梅 赵雪莉 Fincrossed Studio             | 8月1日                                |                                       |                                       |                                       |                                       |                                       |                                       |                                       |                                       |                                       |                                       |                                       |                                       |                                       |                                       |                                       |                                       |                                       |                                       |
| episode.22                            | 凛冽 Recurrence                       | Hypergryph 水月秋                     | 市村仁弥                              | 市村仁弥                              | 立野杏奈 小暮梨奈 大空丈倭 守重蛍 近澤純平 佐藤里咲 高藤彩 渡邉祐記 李文婧 闫志燚 崔芝蘭 徐光咏 Fincrossed Studio 顾彬 倪孟伦 叶州志 載钰琪                                           | 8月8日                                |                                       |                                       |                                       |                                       |                                       |                                       |                                       |                                       |                                       |                                       |                                       |                                       |                                       |                                       |                                       |                                       |                                       |                                       |
| episode.23                            | 泥濘 Stain                            | Hypergryph 水月秋                     | 渡邉祐記                              | 市村仁弥                              | 高藤彩 小暮梨奈 立野杏奈 守重蛍 大空丈倭 錦寛乃 谷口円来 清水海都 劉玟萓 日堯 孫弘志 李文婧 崔芝蘭 徐光咏 良心 ジャン ハンビョル 渡邉祐記                                             | 8月15日                               |                                       |                                       |                                       |                                       |                                       |                                       |                                       |                                       |                                       |                                       |                                       |                                       |                                       |                                       |                                       |                                       |                                       |                                       |

### 放送局
| 放送期間                                          | 放送時間                     | 放送局       | 対象地域   | 備考                  |
| ------------------------------------------------- | ---------------------------- | ------------ | ---------- | --------------------- |
| 2022年10月29日 - 12月17日                         | 土曜 1:23 - 1:53（金曜深夜） | テレビ東京   | 関東広域圏 | 番組担当・宣伝        |
|                                                   | 土曜 2:10 - 2:40（金曜深夜） | テレビ大阪   | 大阪府     |                       |
| 2022年10月30日 - 12月18日                         | 日曜 23:30 - 月曜 0:00       | BS11         | 日本全域   | BS放送 / 『ANIME+』枠 |
| 2022年11月5日 - 12月24日                          | 土曜 22:00 - 22:30           | アニマックス | 日本全域   | BS/CS放送             |
| アニマックス以外の放送局では5.1chサラウンド放送。 |                              |              |            |                       |

| 配信開始日             | 配信時間                | 配信サイト |
| ---------------------- | ----------------------- | --- |
| 2022年10月29日         | 土曜 10:00 更新         | ニコニコチャンネル |
|                        | 土曜 23:30 - 日曜 0:00  | ニコニコ生放送 |
| 2022年10月29日以降順次 | 土曜 10:00 以降順次更新 | dアニメストア Amazon Prime Video U-NEXT アニメ放題 FOD ひかりTV J:COMオンデマンド TELASA milplus ABEMAビデオ GYAO! Rakuten TV ビデオマーケット GYAO!ストア バンダイチャンネル Hulu Google Play ふらっと動画 Paravi |
| 2022年10月30日         | 日曜 23:30 - 月曜 0:00  | ABEMA |

| 放送期間                 | 放送時間                     | 放送局       | 対象地域   | 備考                  |
| ------------------------ | ---------------------------- | ------------ | ---------- | --------------------- |
| 2023年10月7日 - 11月25日 | 土曜 1:23 - 1:53（金曜深夜） | テレビ東京   | 関東広域圏 | 番組担当・宣伝        |
|                          | 土曜 2:10 - 2:40（金曜深夜） | テレビ大阪   | 大阪府     |                       |
| 2023年10月8日 - 11月26日 | 日曜 23:30 - 月曜 0:00       | BS11         | 日本全域   | BS放送 / 『ANIME+』枠 |
| 2023年11月4日 -          | 土曜 22:30 - 23:00           | アニマックス | 日本全域   | BS/CS放送             |

| 配信開始日            | 配信時間                | 配信サイト | 備考         |
| --------------------- | ----------------------- | --- | ------------ |
| 2023年10月7日以降順次 | 土曜 10:00 以降順次更新 | ABEMA dアニメストア（本店・ニコニコ支店・for Prime Video） U-NEXT アニメ放題 DMM TV Amazon Prime Video Lemino auスマートパスプレミアム J:COMオンデマンド TELASA milplus Hulu FODプレミアム FODチャンネル for Prime Video ニコニコチャンネル バンダイチャンネル ふらっと動画 | 見放題配信   |
|                       |                         | Amazon Prime Video J:COMオンデマンド TELASA milplus Google Play YouTube HAPPY!動画 ニコニコチャンネル バンダイチャンネル ビデオマーケット music.jp | レンタル配信 |

| 放送期間       | 放送時間                     | 放送局       | 対象地域 | 備考                  |
| -------------- | ---------------------------- | ------------ | -------- | --------------------- |
| 2025年7月4日 - | 金曜 23:30 - 土曜 0:00       | TOKYO MX     | 東京都   |                       |
| 2025年7月5日 - | 金曜 0:00 - 0:30（土曜深夜） | KBS京都      | 京都府   |                       |
|                | 金曜 0:30 - 1:00（土曜深夜） | サンテレビ   | 兵庫県   |                       |
| 2025年7月6日 - | 日曜 23:30 - 月曜 0:00       | BS11         | 日本全域 | BS放送 / 『ANIME+』枠 |
| 2025年8月2日   | 土曜 23:30 - 日曜 0:00       | アニマックス |          |                       |

| 配信開始日   | 配信時間                           | 配信サイト |
| ------------ | ---------------------------------- | --- |
| 2025年7月5日 | 土曜 1:00（金曜深夜） 以降順次更新 | ABEMA dアニメストア U-NEXT アニメ放題 DMM TV Amazon Prime Video Lemino J:COM STREAM TELASA milplus Hulu FOD Google Play HAPPY!動画 ニコニコチャンネル バンダイチャンネル ビデオマーケット カンテレドーガ music.jp AnimeFesta ふらっと動画 |

### BD
| 巻  | 発売日        | 収録話        | 規格品番  | 規格品番  |
| 巻  | 発売日        | 収録話        | 限定版    | 通常版    |
| --- | ------------- | ------------- | --------- | --------- |
| BOX | 2023年2月22日 | 第1話 - 第8話 | SHBR-0684 | SHBR-0685 |

| 巻  | 発売日        | 収録話         | 規格品番  | 規格品番  |
| 巻  | 発売日        | 収録話         | 限定版    | 通常版    |
| --- | ------------- | -------------- | --------- | --------- |
| BOX | 2024年2月28日 | 第9話 - 第16話 | SHBR-0686 | SHBR-0687 |

| 巻  | 発売日            | 収録話 | 規格品番  | 規格品番  |
| 巻  | 発売日            | 収録話 | 限定版    | 通常版    |
| --- | ----------------- | ------ | --------- | --------- |
| BOX | 2026年2月25日予定 | 未公表 | SHBR-0790 | SHBR-0791 |

## スピンオフアニメ
ショートアニメシリーズ「クロージャの機密ファイル」
全16話で中国語版と日本語版は2021年5月16日から11月21日の2週間ごとに公開された。
ショートアニメシリーズ「リー探偵事務所」
中国語版が2021年10月24日の第1弾から順次公開され、日本語版はCrunchyroll CollectionのYoutubeチャンネルで2022年12月23日から順次、英語版は同日よりCrunchyrollで公開された。
ショートアニメシリーズ「ケーちゃんの絵日記」
2023年4月23日に制作中である事が発表され、2023年12月1日から毎週金曜に2話ずつの形式で全12話が公開された。

## コミカライズ
アークナイツ OPERATORS!
ロドスの日常を描いた漫画。原作・監修はHypergryph/Yostar、漫画は狂zipが担当。公式Twitterにて2021年1月10日から連載中。『まんが4コマぱれっと』（一迅社）にて2021年3月号から休刊号の2022年4月号まで連載。同誌の休刊後は『月刊ComicREX』（同）に移籍し、2022年5月号より連載中。
1. 2022年3月22日発売、ISBN 978-4-7580-6970-0
2. 2023年8月25日発売、ISBN 978-4-7580-8443-7
3. 2024年11月27日発売、ISBN 978-4-7580-8612-7

アークナイツ ロドスキッチン -TIDBITS-
ロドスの食卓を描いた漫画。原作・脚本はHypergryph、漫画は馬かのこが担当。『一迅プラス』（一迅社）にて2022年5月20日から2023年2月20日まで連載。
1. 上巻　2023年5月15日発売、ISBN 978-4-7580-8423-9
2. 下巻　2023年5月15日発売、ISBN 978-4-7580-8424-6

ロドス・オリジニウムレコード ライン生命
ライン生命に所属していたサリア、サイレンス、イフリータたちのロドスに来る前の前日譚について描いた漫画。原作はHypergryph。公式サイトにて2023年3月14日から3月30日まで連載。
ロドス・オリジニウムレコード 黒鋼
BSWに所属するリスカム、フランカたちの前日譚について描いた漫画。原作はHypergryph。公式サイトにて2023年7月15日から連載。

## ドラマCD
アークナイツ3周年記念ドラマCD「ウルサスの子供たち」
3周年を記念したドラマCDとして、2023年6月14日に発売された。
- 原作・監修 - Hypergryph
- 企画 - Yostar
- 制作 - Aegir
- 発売元・販売元 - ペンギンパレード
- 脚本 - 森住惣一郎
- ジャケットイラスト - lack
- グッズイラスト - とりはむ、緋原ヨウ
- キャスト - 小清水亜美、高森奈津美、悠木碧、朝井彩加、上田麗奈他

アークナイツドラマCD「ロドス・オリジニウムレコード 黒鋼」
ドラマCD第2弾として、2024年4月19日に発売された。
- 原作・監修 - Hypergryph
- 企画 - Yostar・Aegir
- 制作 - Aegir
- レーベル - アビサルプレーン
- 発売元・販売元 - ペンギンパレード
- 脚本 - ふみや
- ジャケットイラスト - 天野英
- グッズイラスト - とりはむ、二色こぺ
- キャスト - 加隈亜衣、石川由依、広橋涼、杉浦しおり他

アークナイツドラマCD「風雪一過」
ドラマCD第3弾として、2025年2月14日に発売された。
- 原作・監修 - Hypergryph
- 企画 - Yostar・Aegir
- 制作 - Aegir
- レーベル - アビサルプレーン
- 発売元・販売元 - ペンギンパレード
- 脚本 - 森住惣一郎
- ジャケットイラスト - 先崎真琴
- グッズイラスト - とりはむ、ボダックス
- キャスト - 小西克幸、緑川光、早見沙織、白石涼子他